# Blade Runner
Blade Runner es una película estadounidense neo-noir y de ciencia ficción dirigida por Ridley Scott, estrenada en 1982. Fue escrita por Hampton Fancher y David Webb Peoples, y el reparto se compone de Harrison Ford, Rutger Hauer, Sean Young, Edward James Olmos, M. Emmet Walsh, Daryl Hannah, William Sanderson, Brion James, Joe Turkel y Joanna Cassidy. Está basada parcialmente en la novela de Philip K. Dick ¿Sueñan los androides con ovejas eléctricas? (1968). Es la primera película de la franquicia Blade Runner. 
La acción transcurre en una versión distópica de la ciudad de Los Ángeles, EE. UU., durante el mes de noviembre de 2019. Describe un futuro en el que, mediante bioingeniería, se fabrican humanos artificiales denominados replicantes, a los que se emplea en trabajos peligrosos y como esclavos en las «colonias del mundo exterior» de la Tierra. Fabricados por Tyrell Corporation para ser «más humanos que los humanos» —especialmente el modelo Nexus-6—, son indistinguibles físicamente de un humano, aunque tienen una mayor agilidad y fuerza física, y carecen teóricamente de la misma respuesta emocional y empática. Los replicantes fueron declarados ilegales en la Tierra tras un sangriento motín ocurrido en una colonia exterior. Un cuerpo especial de la policía, los blade runners, se encarga de identificar, rastrear y matar —o «retirar», en términos de la propia policía— a los replicantes fugitivos que se encuentran en la Tierra. Con un grupo de replicantes suelto por Los Ángeles, Rick Deckard, un «viejo» blade runner, es sacado de su semi-retiro para eliminarlos.
Inicialmente Blade Runner recibió críticas mixtas de parte de la prensa especializada. Unos se mostraron confundidos y decepcionados de que no tuviese el ritmo narrativo que se esperaba de una película de acción, mientras otros apreciaban su ambientación y complejidad temática. La película no obtuvo buenos resultados de taquilla en los cines norteamericanos, pero fue posteriormente revalorizada en el mercado de video doméstico hasta convertirse en una película de culto, siendo considerada una de las mejores películas de ciencia ficción y una precursora del género ciberpunk. Fue candidata a dos Óscar (mejor dirección artística y mejores efectos visuales), ganó tres Premios BAFTA de ocho nominaciones, y la banda sonora compuesta por Vangelis fue nominada al Globo de Oro. 
Blade Runner ha sido elogiada como una de las películas más influyentes de todos los tiempos, tanto por su ambientación detallada y original, considerada un hito visual posmoderno con su descripción realista de un futuro en decadencia, como por adelantarse en plantear temas y preocupaciones fundamentales para el siglo XXI. Su banda sonora, sus efectos especiales y su fotografía han sido igualmente aclamados. Blade Runner también permitió poner a Philip K. Dick en la mira de Hollywood y desde entonces muchas películas se han inspirado en su obra literaria. En 1993 fue seleccionada para su conservación en el Registro Nacional de Cine de la Biblioteca del Congreso de Estados Unidos por ser «cultural, histórica o estéticamente significativa». En 2017 fue estrenada su continuación con el título Blade Runner 2049.
Existen siete versiones de Blade Runner como resultado de los controvertidos cambios realizados a petición de varios de los productores co-ejecutivos. Un montaje del director se editó en 1992 tras una gran acogida a la proyección de un Workprint. Esto, junto a su éxito como cinta de alquiler en los videoclubes, hizo que en 1997 fuese una de las primeras películas en estrenarse en formato DVD. En 2007, Warner Bros. editó el Final Cut, una versión remasterizada digitalmente por el 25.º aniversario, y el único montaje sobre el cual Scott tuvo el control artístico completo.

## Argumento

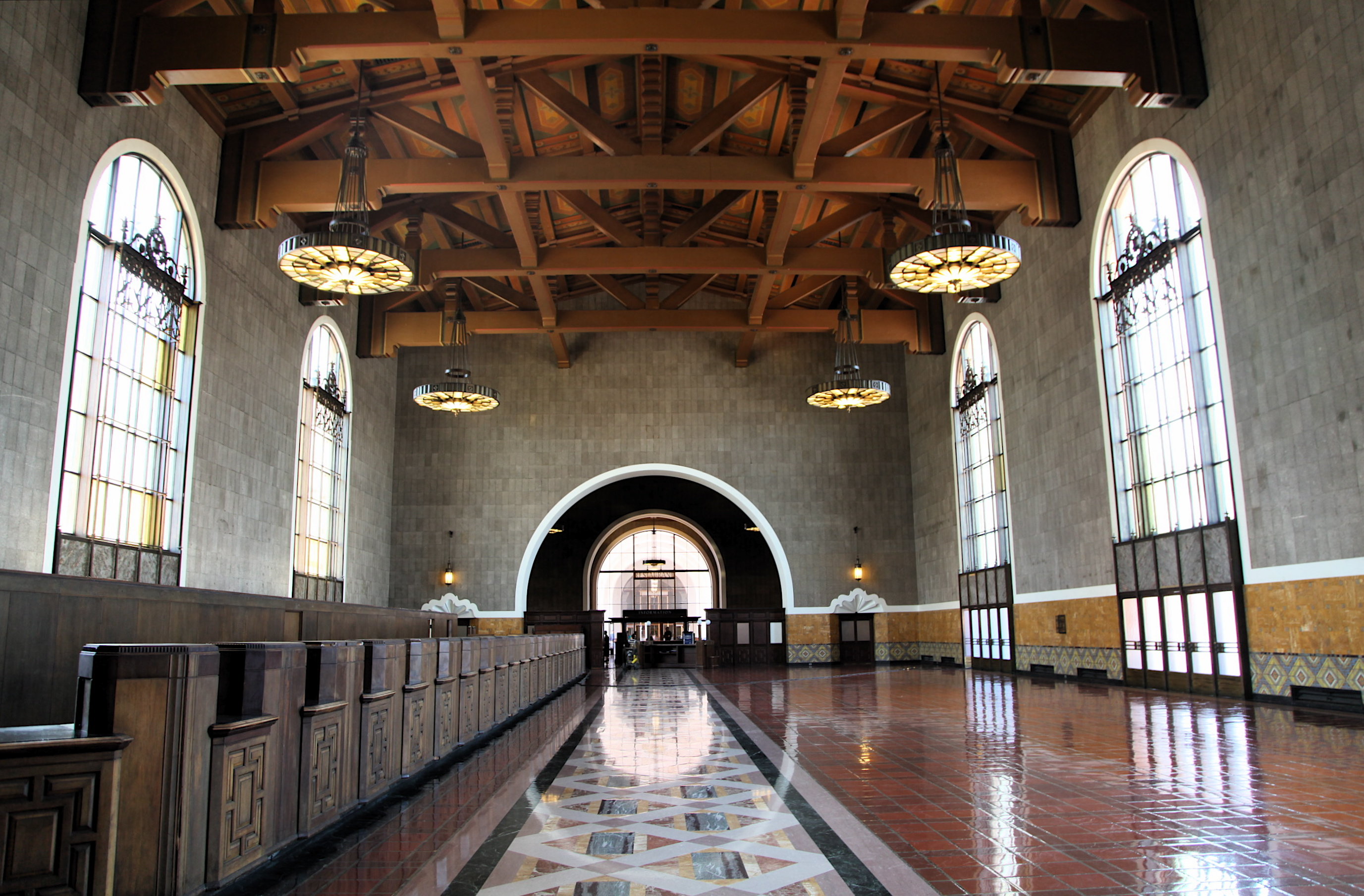
Union Station de Los Ángeles, localización para la comisaría de policía.

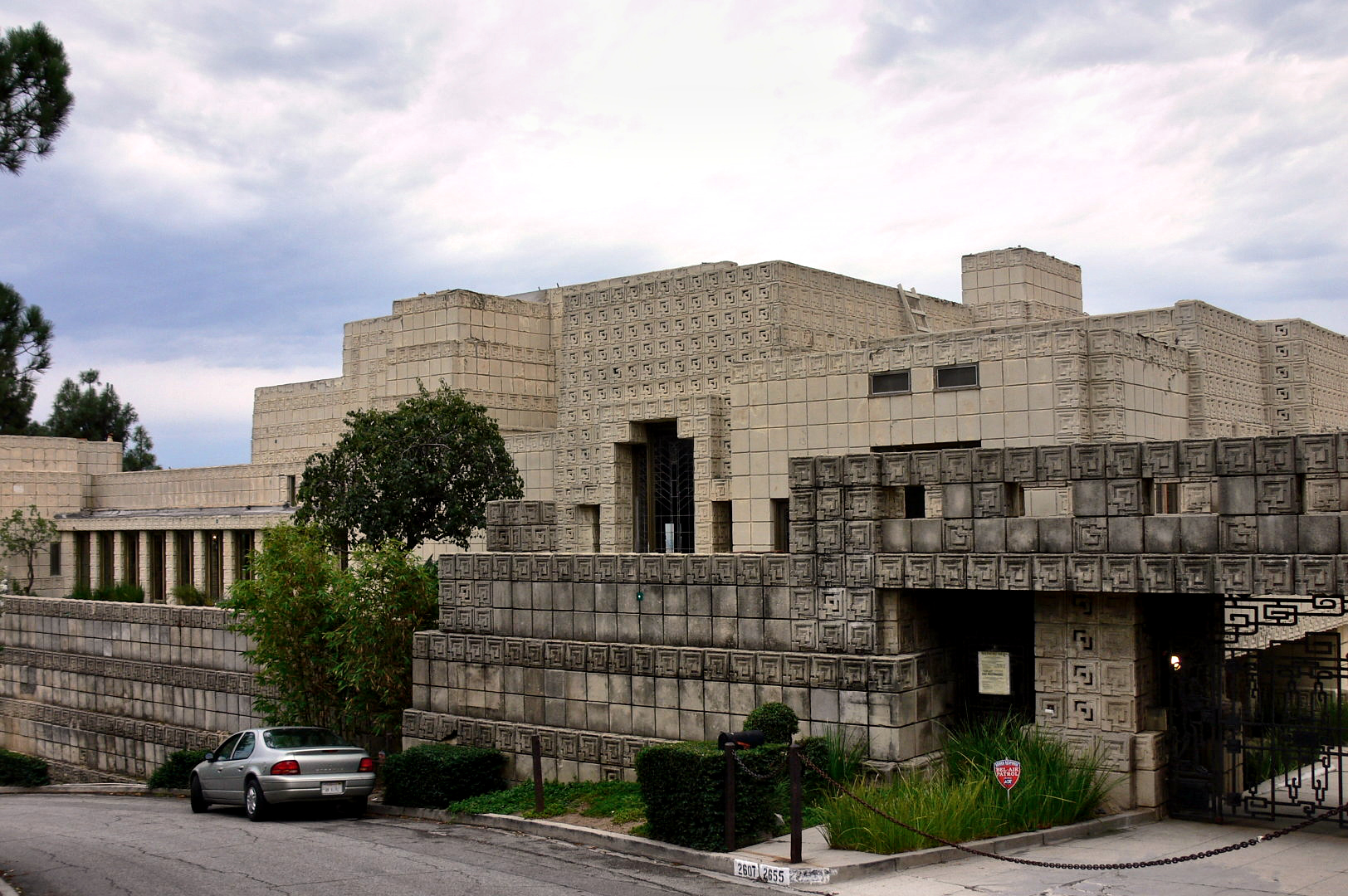
Ennis House, localización para los exteriores del piso de Deckard e inspiración para sus interiores.

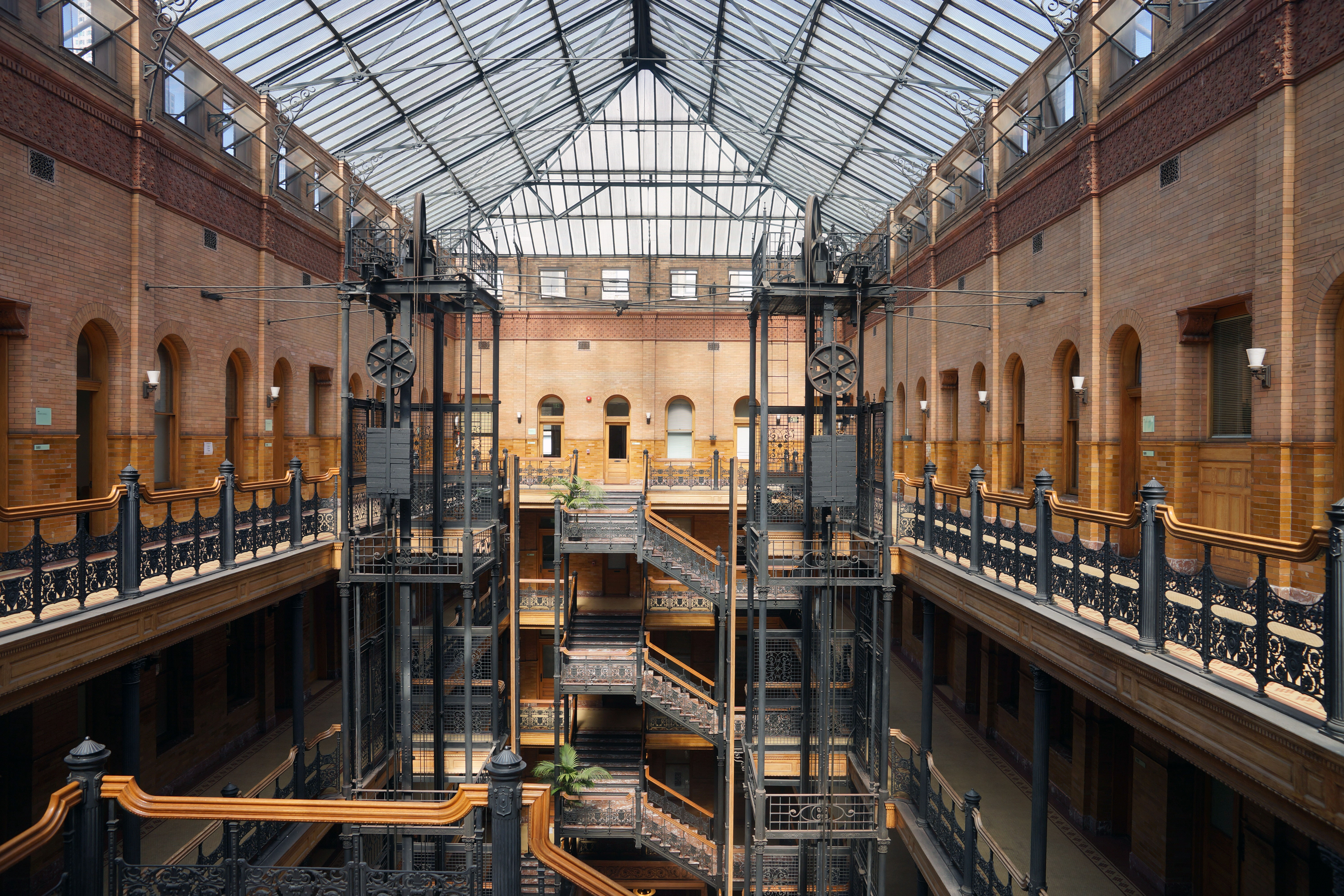
Bradbury Building, que sirvió como localización para los exteriores y el hall del apartamento de Sebastian.

En la ciudad de Los Ángeles, en noviembre de 2019, un blade runner excesivamente confiado —Dave Holden (Morgan Paull)— recibe un tiro mientras llevaba a cabo el test Voight-Kampff a Leon Kowalski (Brion James), un replicante fugitivo en la Tierra.
Un antiguo blade runner, Rick Deckard (Harrison Ford), se encuentra en «The White Dragon Noodle Bar» de Howie Lee, el Maestro del Sushi (Bob Okazaki), cuando es localizado por Gaff (Edward James Olmos). Este le indica que el capitán Harry Bryant (M. Emmet Walsh), su antiguo jefe, quiere verle. Dubitativo, se encuentra con Bryant, quien le informa que la reciente fuga de replicantes Nexus-6 es la peor hasta el momento. Bryant describe los replicantes a Deckard: Roy Batty (Rutger Hauer) es un soldado y el líder del grupo, Leon es soldado y obrero, Zhora Salome (Joanna Cassidy) fue entrenada para una patrulla de detención de criminales en el mundo exterior, y Pris Stratton (Daryl Hannah) es un «modelo básico de placer». Bryant también le explica que el modelo Nexus-6 tiene una vida limitada a cuatro años como salvaguarda contra su desarrollo emocional inestable. 
A continuación, Deckard es acompañado por Gaff a la Tyrell Corporation para comprobar que el test Voight-Kampff funciona con los modelos Nexus-6. Ahí, Deckard descubre que Rachael (Sean Young), la joven secretaria del Dr. Eldon Tyrell (Joe Turkel), es una replicante experimental, con recuerdos implantados de la sobrina de Tyrell que le permiten contar con una base emocional, a pesar de que ella cree que es humana.
Deckard y Gaff allanan la habitación de Leon en el Hotel Yukon mientras él y Roy obligan a Hannibal Chew (James Hong), un diseñador genético de ojos, a que les envíe con J.F. Sebastian (William Sanderson), pues él les puede permitir llegar a Tyrell. Más tarde, Rachael visita a Deckard en su apartamento para probarle que ella es humana, pero huye llorando al enterarse de que sus recuerdos no son reales. Pris conoce a Sebastian y se aprovecha de su bondad para lograr entrar en su apartamento.
Tras analizar con la máquina Esper una fotografía encontrada en la habitación de Leon, las pistas llevan a Deckard al mercadillo animoide, donde es emplazado por una mujer camboyana (Kimiko Hiroshige) al fabricante de serpientes Abdul Ben Hassan (Ben Astar). Este le informa de que vendió el animal artificial al club nocturno «The Snake Pit» de Taffey Lewis (Hy Pyke). Allí, la tatuada Zhora realiza su espectáculo con una serpiente. Tras agredir a Deckard, Zhora intenta desesperadamente huir de él por las calles atestadas de gente, pero Deckard logra alcanzarla y la «retira». Tras el tiroteo, Gaff y Bryant aparecen e informan a Deckard que también hay que «retirar» a Rachael. Convenientemente, el blade runner observa a Rachael a lo lejos pero, mientras la sigue, Leon lo desarma repentinamente, y recibe una paliza. Rachael dispara a Leon con el propio bláster de Deckard, salvando la vida de este. A continuación, ambos se dirigen al apartamento de Deckard y durante una conversación íntima, ella trata de irse abruptamente, aunque Deckard la detiene haciendo que la bese. 
Entretanto, Roy llega al apartamento de Sebastian y se vale del encanto de Pris para convencerle de que le ayude a reunirse con Tyrell. Ya en la habitación de Tyrell, Roy le demanda que prolongue su vida, pero él le transmite la imposibilidad de hacerlo. Roy confiesa que ha hecho «cosas cuestionables», pero Tyrell elogia su avanzado diseño y los logros en su corta vida. A continuación, asesina a Tyrell y a Sebastian.
Deckard es enviado al apartamento de Sebastian después de los asesinatos. Allí, Pris le prepara una emboscada, aunque Deckard consigue dispararle tras una lucha. Roy regresa, atrapando a Deckard en el apartamento, y comienza a perseguirlo a través del edificio Bradbury hasta llegar al tejado. Deckard intenta escapar saltando a otro edificio, quedando colgado de una viga. Roy cruza con facilidad y mira fijamente a Deckard. En el momento en que este se desprende de la viga, Roy lo sujeta por la muñeca, salvándole la vida. Roy se está deteriorando muy rápidamente (sus cuatro años de vida se acaban), se sienta y relata con elocuencia los grandes momentos de su vida concluyendo: «Todos esos momentos se perderán en el tiempo como lágrimas en la lluvia. Es hora de morir». Roy muere dejando escapar una paloma que tiene en sus manos, mientras que Deckard lo mira en silencio. Gaff llega poco después, y marchándose, le grita a Deckard: «Lástima que ella no pueda vivir, pero ¿quién vive?».
Deckard regresa a su apartamento y entra con cuidado al notar que la puerta está entreabierta. Allí encuentra a Rachael, viva. Mientras se van del lugar, Deckard se percata de un unicornio de origami que Gaff ha dejado en el suelo (señal, como mínimo, de que les ha permitido escapar). Finalmente, la pareja se dirige a un futuro incierto.

## Reparto
Blade Runner contó con un número significativo de actores que, en aquel entonces, eran prácticamente desconocidos. Young, James, Hong, Turkel y Sanderson pondrían voz a sus respectivos personajes en el videojuego Blade Runner (1997), y Ford, Young y Olmos volverían a interpretarlos en la secuela del filme, Blade Runner 2049 (2017).
- Harrison Ford, como Rick Deckard, un blade runner especial en el Departamento de Policía de Los Ángeles empleado para cazar y «retirar» replicantes. Recién llegado del éxito de Star Wars y tras rodar Raiders of the Lost Ark, Ford buscaba un papel dramático. Después de que Steven Spielberg elogiase a Ford, Deeley y Scott lo consiguieron para la película. Hampton Fancher tenía en mente a Robert Mitchum para el papel cuando elaboró el guion, y originalmente iba a ser encarnado por Dustin Hoffman, que finalmente acabó apartándose del proyecto por diferencias creativas.[2][3] Otros actores que se barajaron para el rol fueron Gene Hackman, Sean Connery, Jack Nicholson, Paul Newman, Clint Eastwood, Tommy Lee Jones, Arnold Schwarzenegger, Al Pacino y Burt Reynolds.[3]

- Rutger Hauer, como Roy Batty, el líder violento pero reflexivo de los replicantes fugitivos. Tras ser sugerido por la productora Katherine Haber,[2] Scott eligió a Hauer sin haberlo conocido, basándose únicamente en sus actuaciones en las películas de Paul Verhoeven que había visto.[3] Philip K. Dick consideró el retrato de Hauer de Batty como «el Batty perfecto: frío, ario, impecable».[4] Hauer, preguntado en un chat en vivo en 2001 sobre su película favorita de las que había hecho, respondió que «Blade Runner [...] no necesita explicación. Simplemente [es]. Todo lo mejor. No hay nada igual. Ser parte de una verdadera obra maestra que cambió el pensamiento del mundo. Es increíble».[5] Hauer reescribió el discurso de «Lágrimas en la lluvia» de su personaje y le presentó las palabras a Scott en el set antes de la filmación.

- Sean Young, como Rachael, secretaria de Eldon Tyrell y replicante del modelo Nexus-7 usada de experimento, ya que tiene implantados los recuerdos de la sobrina de Tyrell, los cuales provocan que piense que es humana.[4] Nina Axelrod también audicionó para el papel.[3] Inicialmente, Fancher escribió el papel pensando en Barbara Hershey.[2]

- Edward James Olmos, como Gaff, un oficial de policía de Los Ángeles que acompaña a Deckard a lo largo de su misión. Olmos utilizó su trasfondo étnico para ayudar a crear la «interlingua» (Cityspeak en la versión original), una lengua criolla mezcla de idiomas como español, francés, alemán, húngaro, chino, japonés y coreano que su personaje usa durante la película. Gaff nunca se muestra participando en la investigación de Deckard, prefiriendo quedarse en un segundo plano elaborando origamis.[4]

- Daryl Hannah, como Pris Stratton, replicante usada como «modelo básico de placer» y dotada de resistencia sobrehumana y una afinidad por la gimnasia. El papel le fue ofrecido inicialmente a la cantante Debbie Harry, pero su discográfica la forzó a rechazarlo.[6] Stacey Nelkin también audicionó para el rol, aunque después se le asignó el personaje de la replicante Mary, que sería finalmente descartado para el filme.[3]

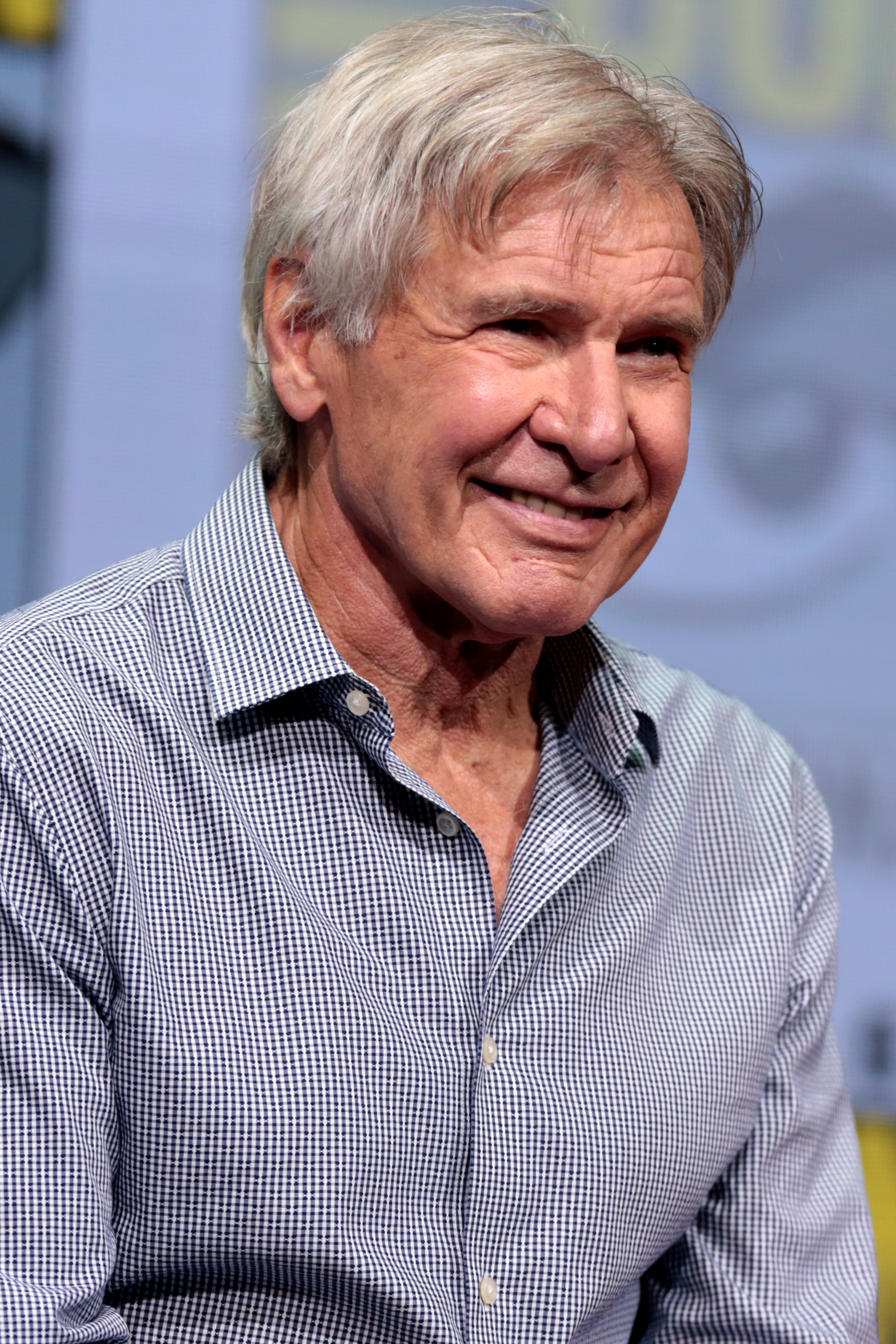
Harrison Ford, como Rick Deckard.
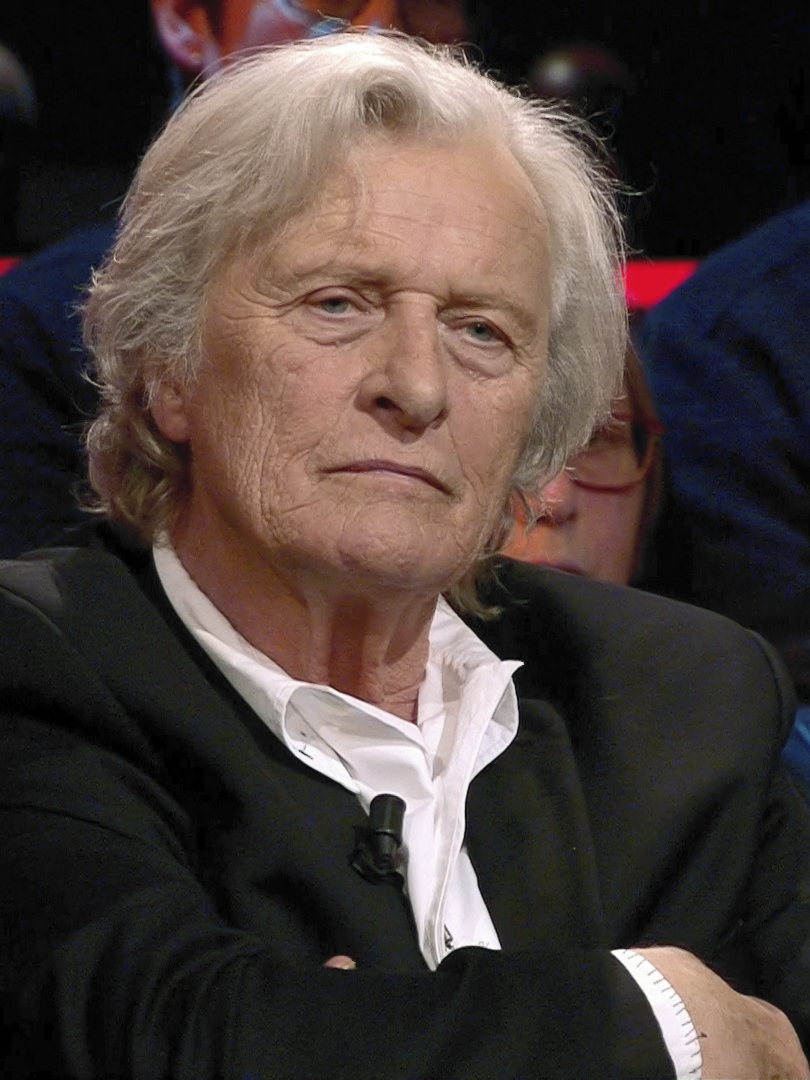
Rutger Hauer, como Roy Batty.
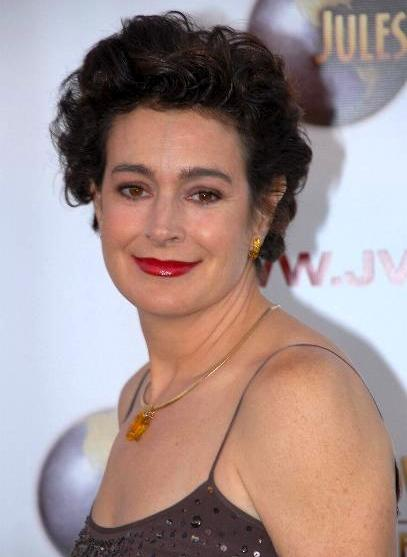
Sean Young, como Rachael.
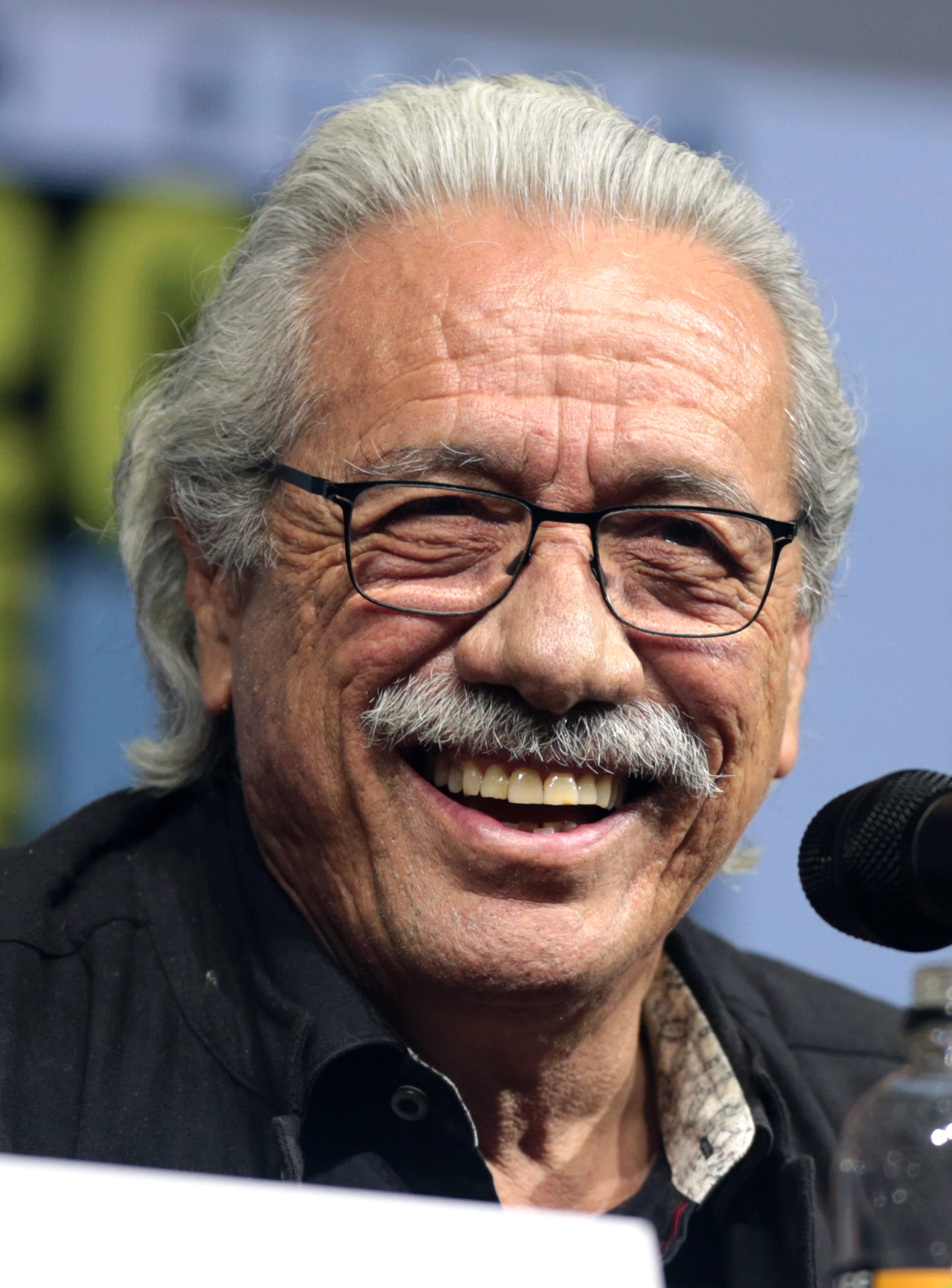
Edward James Olmos, como Gaff.
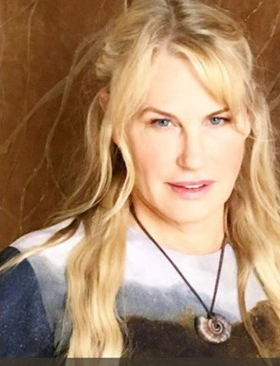
Daryl Hannah, como Pris Stratton.

Actores secundarios:
- M. Emmet Walsh, como el capitán Harry Bryant, un veterano policía bebedor, sórdido y deshonesto típico en el cine negro. El rol le sirvió para aumentar su ya vasta reputación como actor dramático.[4]

- William Sanderson, como J.F. Sebastian, genio taciturno y solitario, representación compasiva pero realista de la humanidad. J.F. simpatiza con los replicantes, con los que comparte una vida más corta debido a su rápido envejecimiento. Joe Pantoliano fue considerado para el rol.[4]

- Brion James, como Leon Kowalski, un replicante combatiente y obrero con gran cariño por las fotografías de sus amigos. Aunque a simple vista parece un replicante usado por su fuerza, a Leon se le acredita cierta inteligencia intuitiva, que le permite casi matar a Holden, torturar a Chew y atacar por sorpresa a Deckard.[4]

- Joe Turkel, como el Dr. Eldon Tyrell, magnate corporativo fundador de Tyrell Corporation de voz penetrante y confiada, que dirige el avance científico y el desarrollo de los replicantes, creando una recreación gradual de la esclavitud.[4]

- Joanna Cassidy, como Zhora Salome, replicante usada en una patrulla de detención de criminales en el mundo exterior y que trabaja como bailarina exótica en el bar de Taffey Lewis, descrita como una mujer de gran fuerza que ha visto lo que la peor humanidad puede ofrecer, y cuya muerte impacta profundamente a Deckard.[4]

- James Hong, como Hannibal Chew, un anciano genetista que ama su trabajo, especialmente la sintetización de ojos.[4]

- Morgan Paull, como Dave Holden, blade runner que realiza el test Voight-Kampff a Leon y advierte a Deckard de los replicantes fugitivos mientras está hospitalizado en dos escenas suprimidas. Paull fue escogido para el rol después de que participara sustituyendo a Ford en las audiciones para escoger a la actriz que encarnaría a Rachael.[3]

Otros miembros del reparto menores son Bob Okazaki como Howie Lee (el Maestro del Sushi), Kevin Thompson como Bear, John Edward Allen como Kaiser, Hy Pyke como Taffey Lewis, Kimiko Hiroshige como la señora camboyana, Carolyn DeMirjian como vendedora, o Ben Astar como Abdul Ben Hassan.

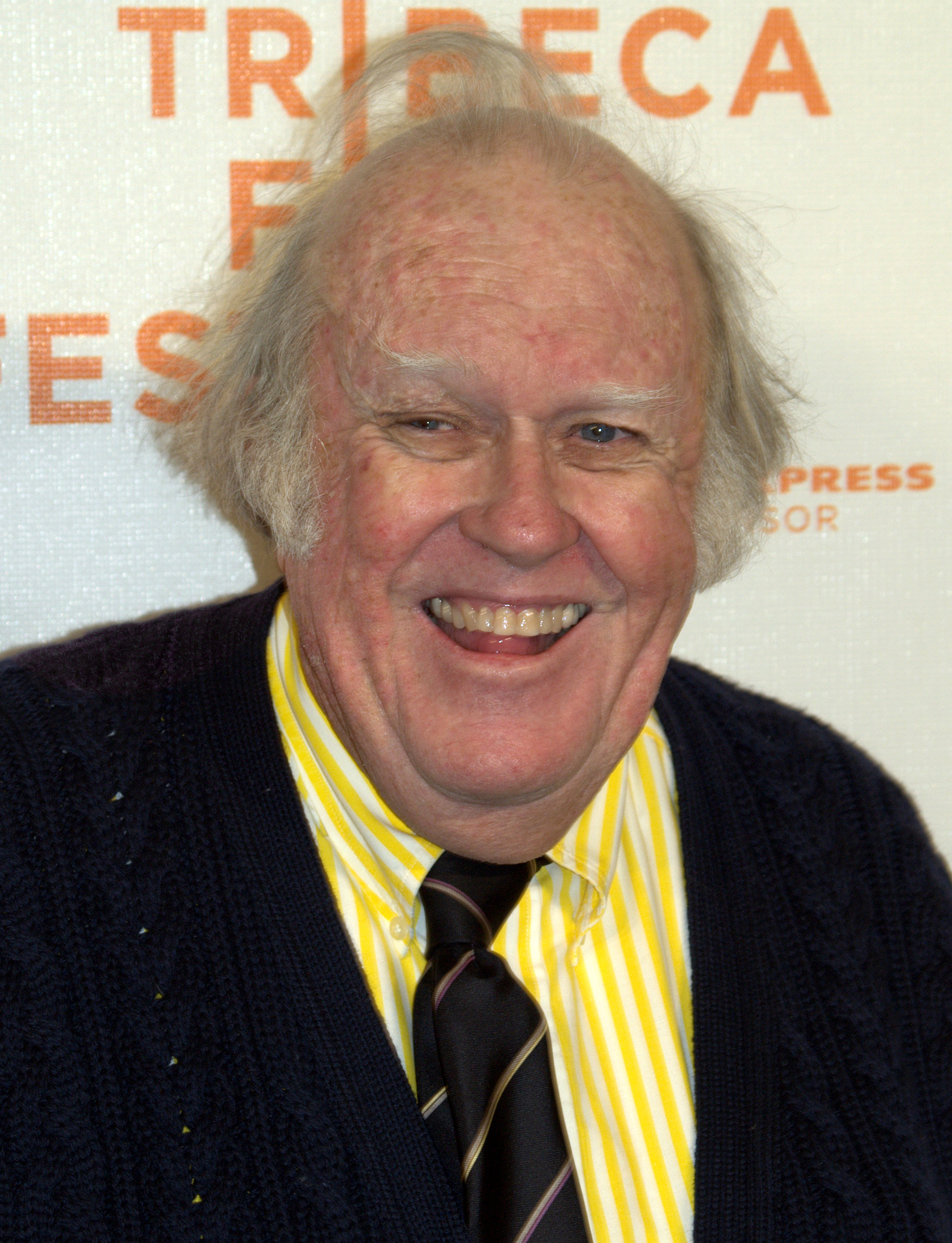
M. Emmet Walsh, como el capitán Harry Bryant.
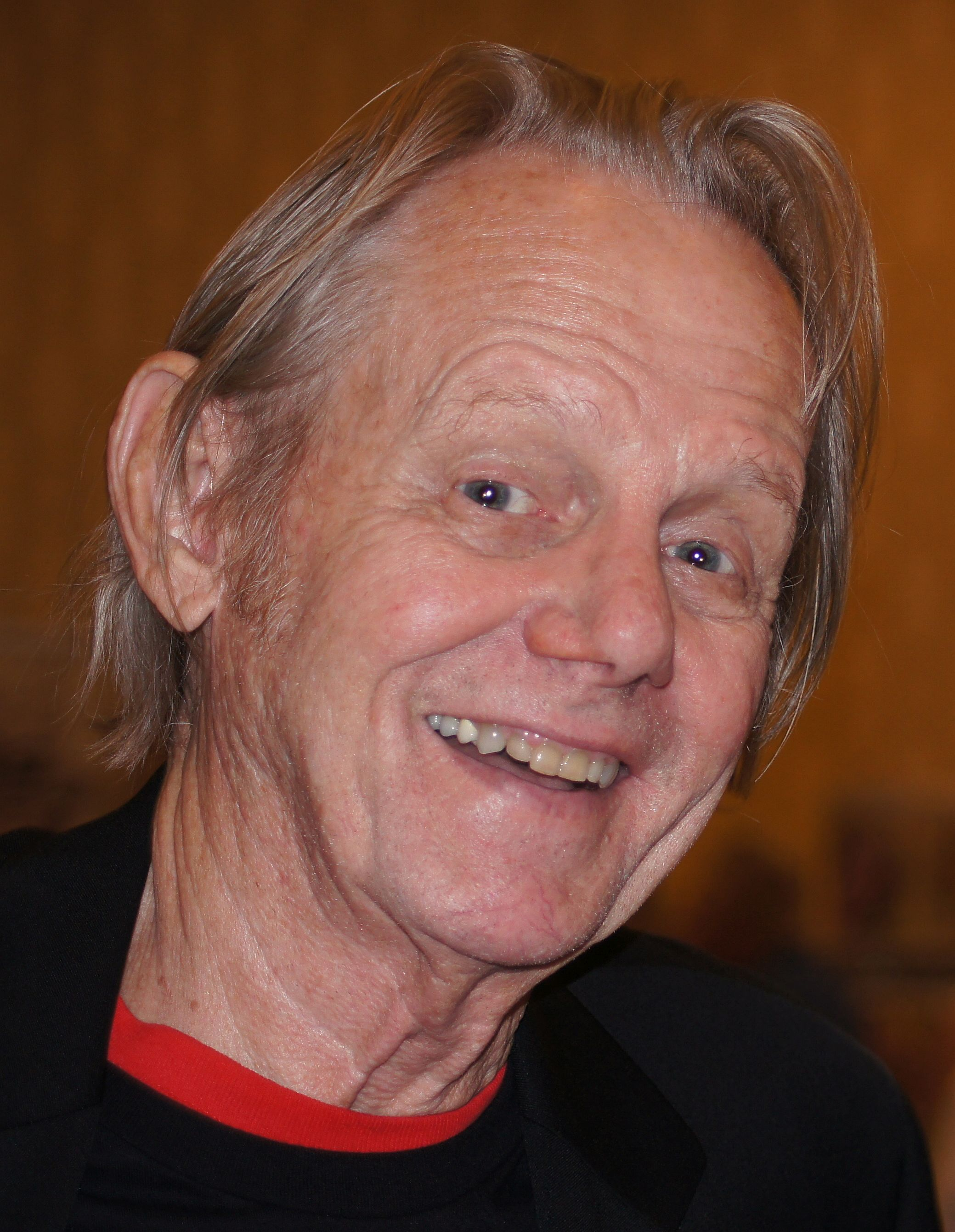
William Sanderson, como J.F. Sebastian.
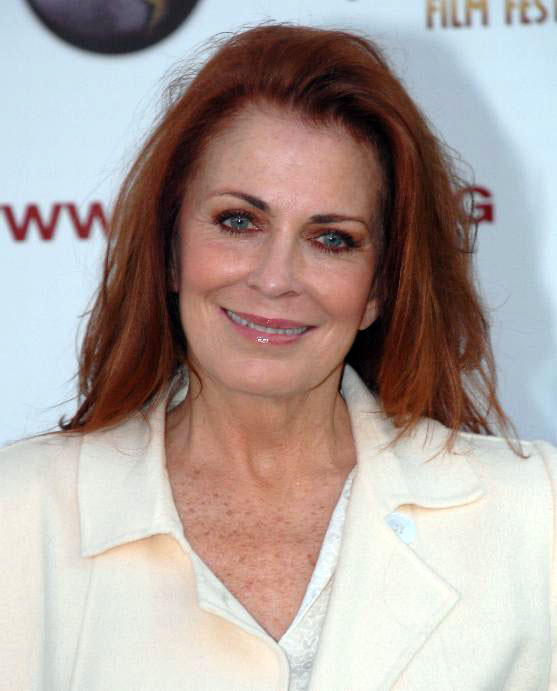
Joanna Cassidy, como Zhora Salome.
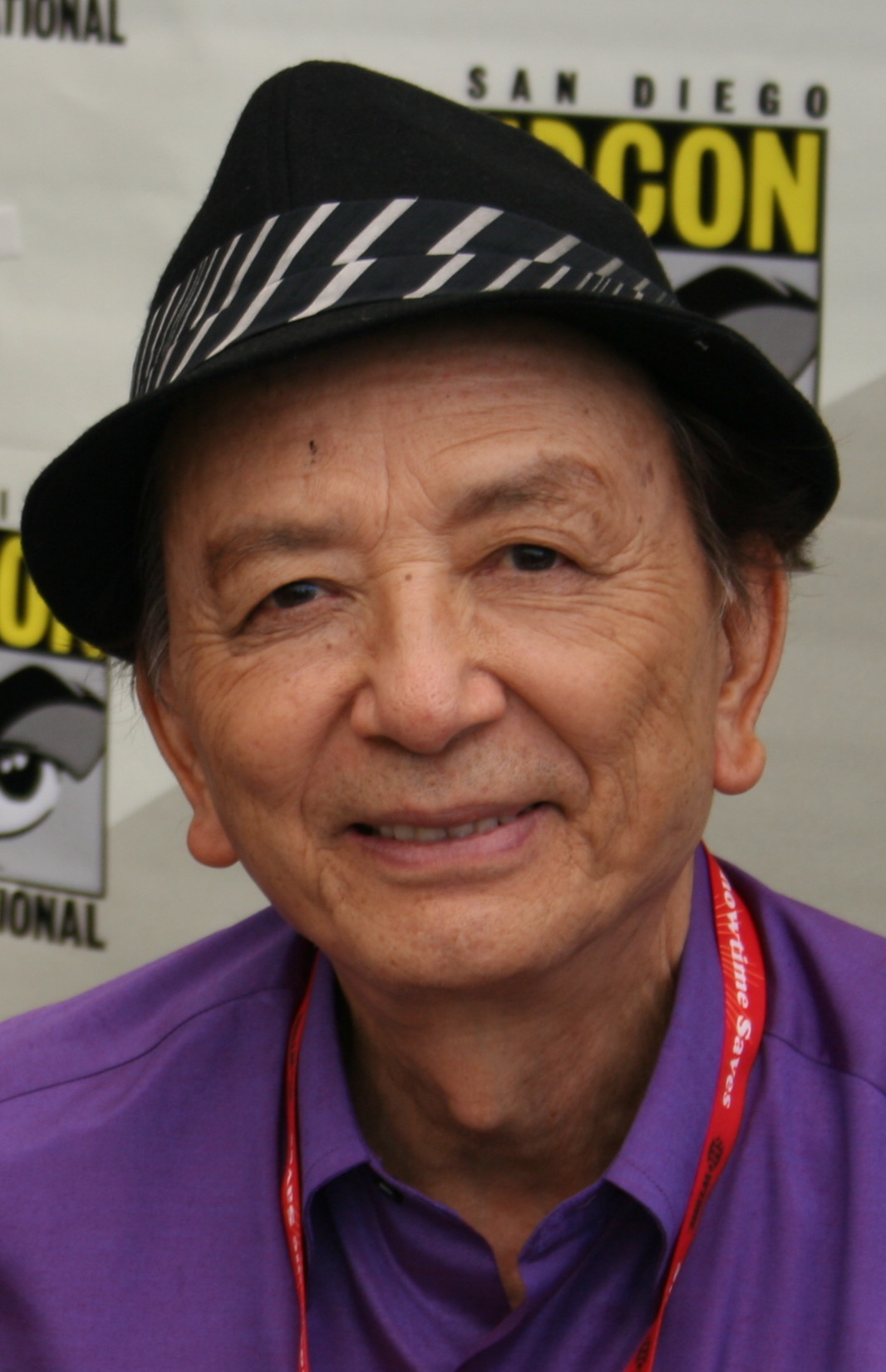
James Hong, como Hannibal Chew.

### Doblaje al español
| Personaje                       | Actor original Estados Unidos | Actor de doblaje España  | Actor de doblaje Hispanoamérica (doblaje original) | Actor de doblaje Hispanoamérica (redoblaje) |
| ------------------------------- | ----------------------------- | ------------------------ | -------------------------------------------------- | ------------------------------------------- |
| Rick Deckard                    | Harrison Ford                 | Jesús Ferrer             | Jesse Conde                                        | José Lavat                                  |
| Roy Batty                       | Rutger Hauer                  | Constantino Romero       | José Luis Castañeda                                | Salvador Delgado                            |
| Eldon Tyrell                    | Joe Turkel                    | Luis Posada Mendoza      | Esteban Siller                                     | Martín Soto                                 |
| Rachael                         | Sean Young                    | Rosa Guiñón              | Maru Guerrero                                      | Laura Ayala                                 |
| Gaff                            | Edward James Olmos            | Miguel Ángel Valdivieso  | Víctor Mares                                       | Humberto Vélez                              |
| Pris Stratton                   | Daryl Hannah                  | Carmen Elías             | Ángela Villanueva                                  | Rommy Mendoza                               |
| Harry Bryant                    | M. Emmet Walsh                | José María Alarcón       | Sergio Barrios                                     | Guillermo Coria                             |
| J.F. Sebastian                  | William Sanderson             | Alberto Trifol           | Eladio González Garza                              | Mario Castañeda                             |
| Leon Kowalski                   | Brion James                   | Antonio Gómez de Vicente | Miguel Ángel Sanromán                              | Alejandro Illescas                          |
| Zhora Salome                    | Joanna Cassidy                | María Dolores Gispert    | Azucena Rodríguez                                  | Rebeca Gómez                                |
| Hannibal Chew                   | James Hong                    |                          |                                                    | Jorge Roig                                  |
| Dave Holden                     | Morgan Paull                  |                          |                                                    | Alfonso Ramírez                             |
| Howie Lee, el vendedor de sushi | Bob Okazaki                   |                          |                                                    | César Árias                                 |
| Abdul Ben Hassan                | Ben Astar                     |                          |                                                    | Abel Rocha                                  |
| Taffey Lewis                    | Hy Pyke                       |                          |                                                    | Dan Osorio                                  |

## Producción

### Preproducción
El interés por adaptar la novela ¿Sueñan los androides con ovejas eléctricas? de Philip K. Dick apareció poco tiempo después de su publicación en 1968. Ya en 1969, el director Martin Scorsese y el guionista Jay Cocks se sintieron atraídos por el libro, pero nunca llegaron a optar al proyecto. El productor Herb Jaffe lo intentó en 1974, pero Dick se desencantó del borrador escrito por el hijo de Herb, Robert. El escritor comentó al respecto que «El guion de Jaffe estaba terriblemente hecho... Robert voló a Santa Ana para hablar conmigo sobre el proyecto. Y lo primero que le dije cuando se bajó del avión fue: "¿Te golpeo aquí en el aeropuerto o te golpeo en mi apartamento?"».
Basándose en la novela, Hampton Fancher escribió hacia 1977 un borrador del guion bajo el amparo económico inicial de su amigo Brian Kelly. Este contactó al productor Michael Deeley, quien comenzó a mostrarse interesado por la idea del romance entre Deckard y Rachael, una androide que no sabe que lo es. Deeley a su vez, después de intentarlo sin éxito con Robert Mulligan, convenció al director Ridley Scott para unirse y crear así su primera película en los EE. UU. Scott había rechazado la oferta con anterioridad, pero tras abandonar la lenta producción de Dune quería un proyecto más rápido para distraerse de la reciente muerte de su hermano mayor. De esta forma, el 21 de febrero de 1980 firmó oficialmente como director, lográndose así aumentar la financiación prometida por Filmways de 13 a 15 millones de dólares.

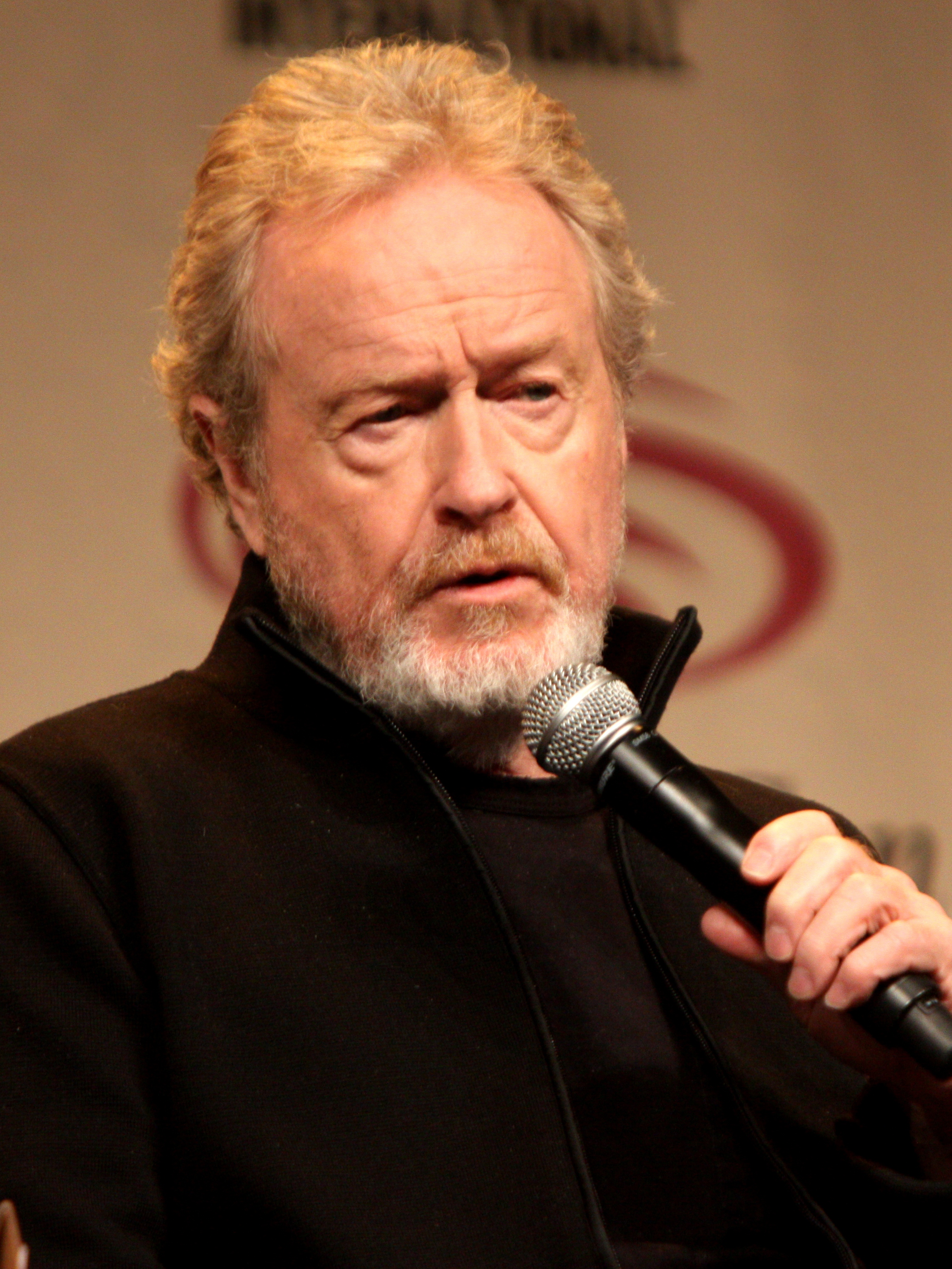
Ridley Scott solicitó a David Peoples para reescribir el guion de Hampton Fancher.

Antes de unirse Scott, el título provisional de la película en el segundo borrador de Fancher era Android, pasando luego a ser Mechanismo y posteriormente siendo cambiado por Dangerous Days en uno de los últimos borradores de Fancher. El título final proviene de la novela The Bladerunner de Alan E. Nourse, cuyo protagonista contrabandea instrumentos quirúrgicos en el mercado negro, y de Blade Runner (a movie), un tratado de cine para la novela anterior escrito por William S. Burroughs. Fancher lo cogió de la novela de Burroughs y a Scott le gustó, por lo que Deeley obtuvo los derechos para usarlo como denominación de la unidad de policía y como nombre del filme. La primera vez que se usó Blade Runner como título fue en el borrador del 24 de julio de 1980. Harrison Ford aceptó protagonizar el filme poniendo como condición principal sustituir la voz en off por escenas donde se mostrara la investigación de Deckard, por lo que trabajó durante dos semanas con el resto del equipo en el desarrollo de las mismas. Los borradores de Fancher se centraban más en cuestiones ambientales y menos en las relacionadas con humanidad y religión, que son prominentes en la novela de Dick, además de que situaban la acción principalmente en habitaciones y no en exteriores. Scott y Deeley estaban disconformes con el rechazo sistemático de Fancher a hacer cambios sustanciales en la historia, por lo que el 21 de diciembre de 1980 lo apartaron del proyecto después de solicitar a David Peoples para que reescribiera el guion, aunque posteriormente regresaría al final de la producción para algún aporte adicional.
Después de haber invertido más de 2,5 millones en la preproducción, poco antes de la fecha de inicio del rodaje, fue retirado el respaldo financiero de Filmways. En diez días, Deeley tuvo que lograr 21,5 millones de dólares mediante un acuerdo a tres bandas entre The Ladd Company (a través de Warner Bros.), el productor con sede en Hong Kong Run Run Shaw, y Tandem Productions de Bud Yorkin y Jerry Perenchio. Tanto Yorkin como Perenchio firmaron un contrato en el que estipularon que, en caso de que el presupuesto previsto fuera sobrepasado, aportarían el dinero necesario a cambio de mayor control creativo. Ambos veían a Blade Runner como un blockbuster de acción.

### Rodaje

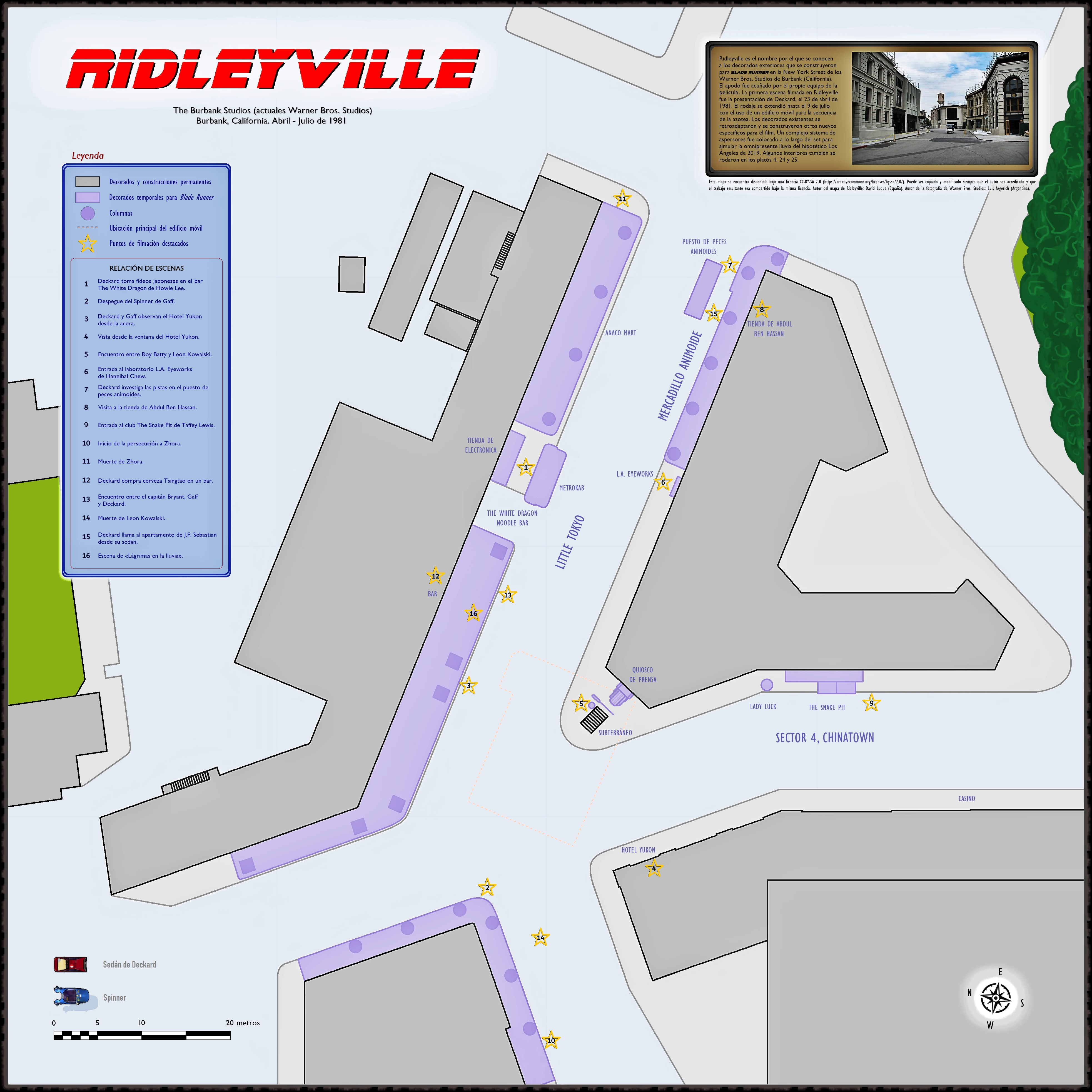
Plano de Ridleyville, los decorados exteriores de los estudios de Warner Bros. en Burbank (California) que acogieron el rodaje de Blade Runner.

El rodaje comenzó el 9 de marzo de 1981 y se extendió unos 4 meses. La fotografía correría a cargo de Jordan Cronenweth. En esta fase de la producción se vivieron numerosas dificultades en el plató debido a las condiciones de alta humedad y gran presencia de humo, así como a las expectativas de Scott con los miembros del personal de EE. UU. (considerando que Scott solo había trabajado con británicos). Durante un momento del rodaje, parte del equipo de filmación creó camisetas que llevaban inscrito «"Yes Guv'nor", My Ass!» (en español, «"Sí, jefe", ¡Mi culo!») para burlarse de unas declaraciones del director a la prensa en las que hacía una comparación desfavorable entre los equipos estadounidenses y los británicos; Scott respondió con una camiseta con la inscripción «Xenophobia Sucks» (en español, «La xenofobia apesta»), conociéndose al incidente como la «guerra de las camisetas». Junto con lo anterior, su estilo como director de actores creó fricciones con el reparto y contribuyó al posterior mutismo de Harrison Ford sobre la película. También hubo una tensa relación entre el equipo de rodaje y los inversionistas, con una atmósfera creciente de presión conforme se iba superando el presupuesto que culminaría con el despido de Deeley y Scott, quienes a pesar de ello fueron posteriormente vueltos a contratar para terminar el filme.
Los estudios de Warner Bros. en Burbank (California) sirvieron de emplazamiento para la mayor parte de los interiores y algunos exteriores, como la escena de «Lágrimas en la lluvia» o varias secuencias situadas en las calles y el mercadillo animoide del hipotético Los Ángeles de 2019. Estos últimos fueron filmados en unos decorados localizados en la New York Street de dichos estudios y que recibieron el apodo de «Ridleyville» durante el rodaje. Los exteriores y el hall del piso de Sebastian se ubicaron en el Bradbury Building de Los Ángeles. Otras locaciones en la ciudad incluyen el Irvine-Byrne Building —conocido posteriormente como Pan American Lofts— para el interior del Hotel Yukon, la Union Station como comisaría de policía, el 2nd Street Tunnel, y la Ennis House, donde se rodó el exterior de la casa de Deckard y que sirvió de inspiración para recrear los interiores de la misma. Un congelador de almacenamiento de US Growers Cold Storage, ubicado concretamente en una planta de envasado de carne en Downey, se usó de localización para el laboratorio de Chew. Scott también filmó en Londres alguna toma adicional del baño de la habitación de Leon, con Vic Armstrong como doble de Ford. La secuencia del unicornio fue rodada la primera semana de enero de 1982 en el Black Park (Buckinghamshire), un parque cercano a los Shepperton Studios, estudios donde se grabó la posproducción.
La escena final en las versiones de estreno de Blade Runner muestra a Rachael y Deckard viajando en un Spinner a plena luz del día por un área boscosa, secuencia rodada a finales de marzo de 1982 en Big Bear Lake (California). Después de que las imágenes grabadas en helicóptero para acompañar a esa escena fueran descartadas debido entre otros motivos a la excesiva presencia de niebla y nieve, se añadieron a la película planos aéreos montañosos filmados en el parque nacional de los Glaciares (Montana) para El resplandor de Stanley Kubrick. Ridley Scott se comunicó con Kubrick para hacer uso de parte de su excedente de tomas aéreas en helicóptero, y él aceptó a cambio de que no se usaran imágenes que hubiesen aparecido en El resplandor.

### Diseño

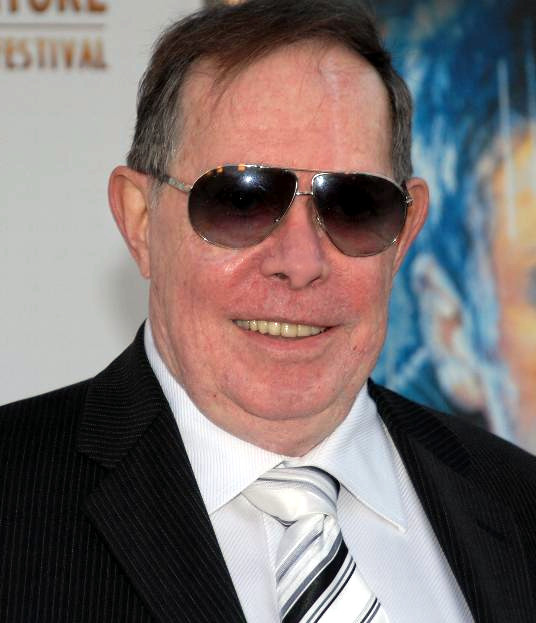
Syd Mead recibió el crédito de «futurista visual» del filme, y su arte conceptual fue el punto de partida para su diseño estético.

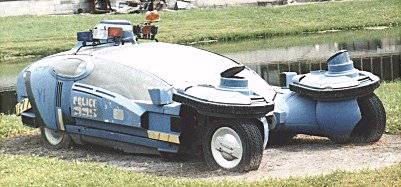
Uno de los Spinner, coches voladores de la película diseñados por Mead, en Disney-MGM Studios antes de ser desmontado en 1999.

Blade Runner tuvo como uno de sus referentes a Metrópolis (1927) de Fritz Lang, considerada una de las obras cumbre del cine expresionista alemán y cuyas edificaciones se habían basado en el art déco y en los diseños de arquitectos como Bruno Taut o Antonio Sant'Elia. Ridley Scott da crédito también al cuadro Nighthawks (1942) de Edward Hopper y a la historieta breve The Long Tomorrow (1975), escrita por Dan O'Bannon y dibujada por Moebius (alias de Jean Giraud), como fuentes estilísticas para la ambientación. Scott contrató a Syd Mead como artista conceptual y ambos recibieron gran influencia de los cómics de la revista francesa de ciencia ficción Métal Hurlant (llamada Heavy Metal en EE. UU.), en la que Moebius contribuía. Moebius recibió la oferta de trabajar en la preproducción de Blade Runner, la cual declinó para poder hacer con René Laloux la película animada Les Maîtres du temps, decisión de la que más tarde se arrepentiría. A pesar de que Mead inicialmente solo iba a diseñar parte del atrezo y los vehículos, era habitual en él situar sus dibujos en un entorno arquitectónico, por lo que posteriormente acabó siendo muy importante en la estética del mundo de Blade Runner, realizando algunas pinturas mate y los diseños de gran parte de los edificios, habitaciones, señales, luces de neón, parquímetros, la máquina Voight-Kampff, etc. Entre los automóviles que ideó se encuentran los Spinner, el sedán de Deckard, el sedán de la policía, los taxis Metrokab, el camión de J.F. Sebastian o los cupés «Everyman Car». Al no estar sindicado, no pudo ser acreditado bajo ninguno de los puestos habituales, por lo que oficialmente se le asignó el rol de «futurista visual».

«Éramos totalmente inconscientes de lo que podría suponer [...] nos limitábamos a configurar una estética acorde con la historia. Mezclamos muchos estilos —lo clásico, lo moderno, el art decó, etcétera— y el resultado final, afortunadamente, fue muy interesante. Blade Runner es, verdaderamente, un filme único, irrepetible [...] aprendí que para ser un creador debes olvidar las reglas y proceder con ingenuidad. También se reafirmó mi idea de que la fantasía es para la mente lo que el aire para el cuerpo».
—Syd Mead, para La Vanguardia (1990)

Lawrence G. Paull (diseñador de producción), David Snyder (director de arte) y Linda DeScenna (decoradora de set), entre otros, encabezaron el departamento artístico e hicieron realidad los bocetos de Scott y Mead. Además de por los referentes anteriormente mencionados, la densidad de elementos y texturas en los decorados estuvo inspirada por el cine negro, ciudades como Tokio, Hong Kong, Nueva York y Milán, o arquitectos como Frank Lloyd Wright y Antoni Gaudí. El interior del apartamento de Deckard fue diseñado para que pareciera una cueva y contó con baldosas realizadas con moldes de la Ennis House de Frank Lloyd Wright, de inspiración maya. Por su parte, el club nocturno «The Snake Pit» de Taffey Lewis fue construido en el mismo estudio que el apartamento de Sebastian, con una decoración inspirada en el art déco del Wiltern Theatre. El interior de la oficina de Tyrell estaba basado en la arquitectura egipcia, mientras que el dormitorio del magnate fue ornamentado para que «pareciera el dormitorio del papa, muy elaborado, con decoración muy ecléctica», en palabras de Paull. Jim Burns trabajó brevemente en el diseño de los vehículos Spinner, Stephen Dane fue el ayudante de dirección de arte y diseñó los camiones cisterna y los autobuses, y Gene Winfield se encargó con su equipo de construir los 25 vehículos que se fabricaron específicamente para el filme.
Lawrence G. Paull, David Snyder y Linda DeScenna recibieron una nominación al Óscar a la mejor dirección artística, y Paull ganó el BAFTA al mejor diseño de producción. Además, Paull, Douglas Trumbull y Syd Mead, fueron galardonados con el premio al logro especial del Círculo Londinense de Críticos de Cine por sus conceptos visuales. La estética y el diseño de producción del filme están considerados entre los más influyentes de la historia del cine.

### Efectos especiales
Los efectos especiales de Blade Runner han sido recurrentemente situados entre los mejores de todos los tiempos, al utilizar con el máximo potencial la tecnología disponible entonces —no digital— y por la integración y consonancia con el resto de elementos. Douglas Trumbull, Richard Yuricich y David Dryer fueron los supervisores de todos los efectos visuales presentes en la película. Además de pinturas mate dibujadas por Matthew Yuricich, Rocco Gioffre y Michele Moen, y numerosos modelos a escala, las técnicas empleadas incluyeron exposiciones en varias etapas. Para algunas escenas se iluminó el set, se filmó, se rebobinó la cinta, y luego se volvió a grabar con una iluminación diferente. En varios casos esto se hizo 17 veces en total. Las cámaras usaban con frecuencia el entonces novedoso sistema de motion control photography para poder así reproducir múltiples movimientos de forma idéntica.

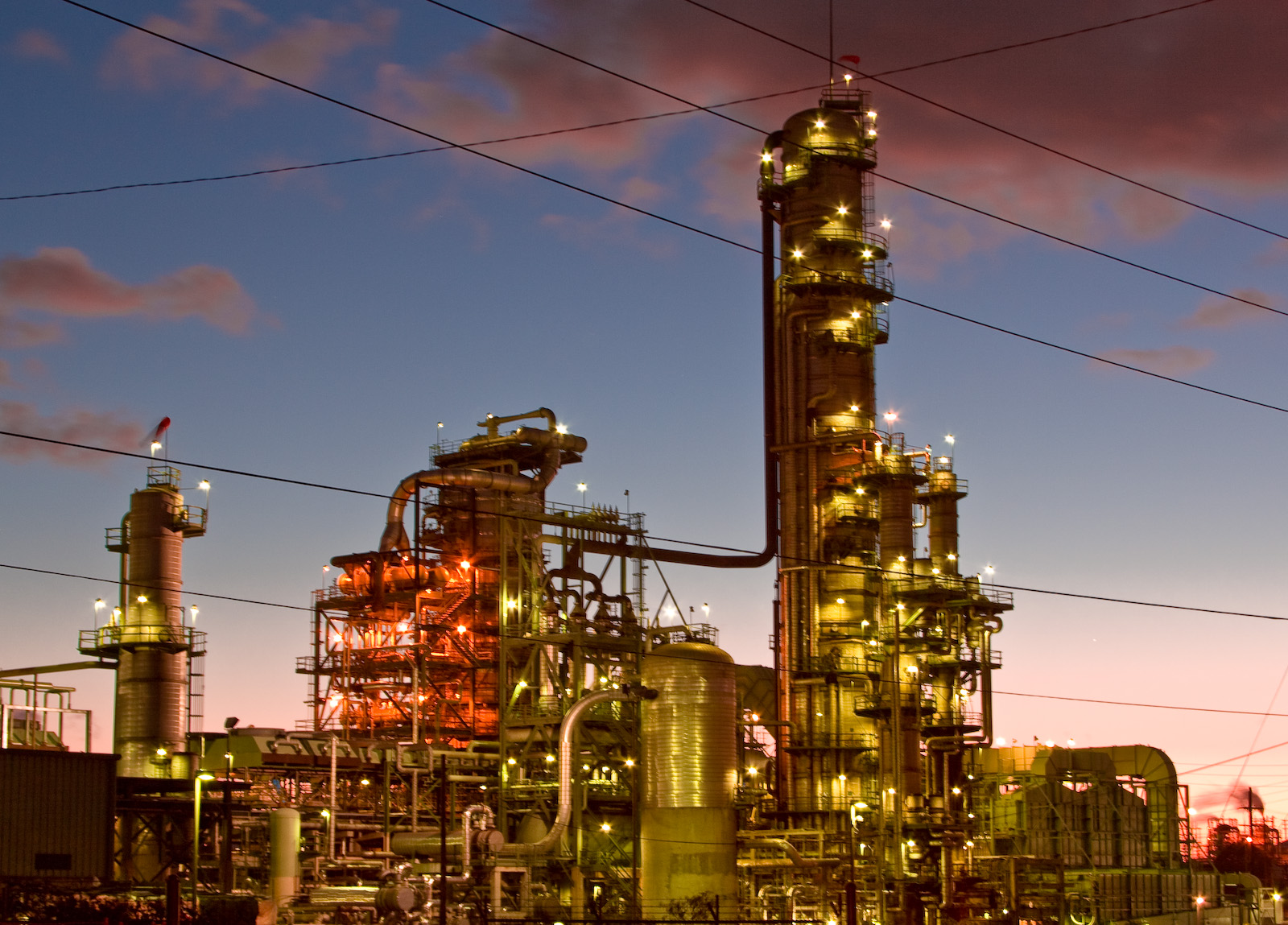
La maqueta del paisaje del «Hades» diseñado por Tom Cranham usó latón fotograbado con siluetas de las refinerías de Torrance y El Segundo (en la imagen) creadas por el equipo de Mark Stetson.

Muchos efectos utilizaron técnicas y miniaturas que se habían desarrollado durante la producción de Close Encounters of the Third Kind, en la que participó el propio Trumbull. Una maqueta original del Halcón Milenario de Star Wars también se usó para recrear uno de los edificios cercanos a la comisaría de policía. Tom Cranham diseñaría las pirámides de Tyrell Corporation bajo las indicaciones de Trumbull y Scott, inspirándose además en la arquitectura maya y egipcia, así como en los zigurats mesopotámicos. Se realizó únicamente el modelo a escala de una de las pirámides, siendo después duplicada con técnicas fotográficas. También diseñó el complejo petroquímico que rodea la ciudad de Los Ángeles, bautizado como el «Hades» por el equipo de efectos especiales, del que se haría una maqueta de cuatro metros de largo por seis de ancho. Para recrear la sensación de profundidad en la misma, se usó latón fotograbado con siluetas de las refinerías de Torrance y El Segundo elaboradas por el equipo de Mark Stetson. Douglas Trumbull, Richard Yuricich y David Dryer fueron nominados tanto al Óscar como al BAFTA a los mejores efectos visuales.

«Los paisajes externos creados por los técnicos de efectos son, a través del uso que [Ridley] Scott hace de ellos, transformados en los paisajes interiores derruidos y deprimidos de las mentes de los personajes. Este enfoque convierte el aparentemente vacío instante visual de Scott en un sofisticado medio para transmitir el carácter sin depender del diálogo o la voz en off. En otras palabras, ya no es una mera técnica sino una parte de un estilo que eleva al conjunto, utilizando técnicas cinematográficas en lugar de las convencionales literarias o dramáticas».
—Steve Biodrowski, editor de Cinefantastique Online, sobre los efectos especiales de Blade Runner

### Música

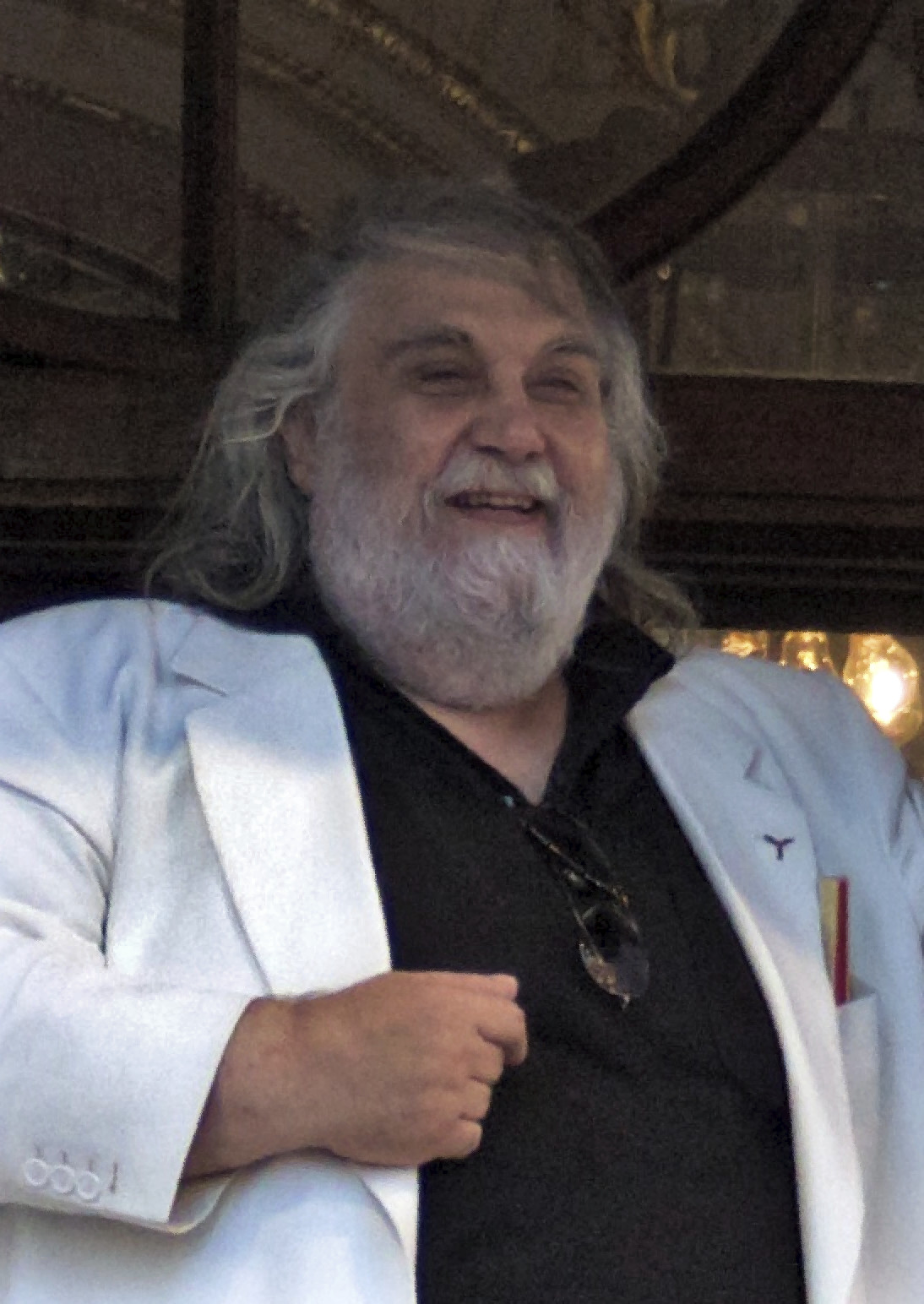
El compositor griego Vangelis estuvo a cargo de la banda sonora de la película.

La banda sonora que el compositor griego Vangelis realizó para el filme ha sido descrita como una combinación melódica y oscura que emplea tanto elementos clásicos como sintetizadores futuristas, haciendo uso de géneros como música electrónica, ambient o new age para construir el paisaje sonoro del retrofuturo noir que Scott imaginó en Los Ángeles de 2019. Vangelis, que sería galardonado con el Óscar por Chariots of Fire durante la grabación, compuso y ejecutó la música con sintetizadores en casi su totalidad, siendo el más empleado su Yamaha CS-80, uno de los primeros sintetizadores polifónicos. Con un Emulator usó el entonces novedoso sampleado, capturando el sonido de instrumentos acústicos, como percusión o arpas, para poder manipularlos desde un teclado durante las improvisaciones que realizaba mientras visualizaba las escenas. También empleó efectos de sala, añadió en «Love Theme» el saxo tenor del músico de jazz Dick Morrissey, y contó con las voces de Mary Hopkin, Don Percival y Demis Roussos, así como las del coro English Chamber Choir. El músico Peter Skellern contribuyó escribiendo la letra para la canción «One More Kiss, Dear». La película también usa «Memories of Green», ya presente en el álbum de Vangelis See You Later. Junto con las composiciones y texturas ambientales del compositor griego, la música del filme incluye el tema japonés «Ogi No Mato» de Ensemble Nipponia, perteneciente al lanzamiento de Nonesuch Records Traditional Vocal and Instrumental Music, así como «Pompeii 76 A.D.», extraído del álbum Harps of the Ancient Temples de Gail Laughton. Las grabaciones tendrían lugar entre diciembre de 1981 y abril de 1982 en los Nemo Studios de Londres.
A pesar de la buena acogida por parte del público y la crítica —sería nominada en 1983 al premio BAFTA y al Globo de Oro como mejor banda sonora— y la promesa de un álbum por parte de Polydor Records al final de los créditos, el lanzamiento de la grabación original se retrasó durante más de una década. Según la productora Katherine Haber, uno de los motivos fue los desencuentros entre Vangelis y Scott. En 1982 se publicó un primer lanzamiento oficial, aunque no se trataba de la música real del filme sino de una adaptación orquestal interpretada por la New American Orchestra. Algunos temas originales de la película saldrían por primera vez en 1989 en el recopilatorio Themes, pero eso no evitó la aparición de una cantidad importante de bootlegs durante años. Una de esas cintas piratas afloraría para 1982 en las convenciones de ciencia ficción y se haría popular debido al retraso de la versión oficial. En 1993, Off World Music creó un CD pirata que acabaría siendo más extenso que el álbum oficial de la banda sonora de Vangelis, que saldría finalmente en junio de 1994, 12 años después del estreno del filme. Un bootleg de Gongo Music presentó en 1995 material muy similar al de Off World Music. Otros dos bootlegs aparecieron posteriormente: el Esper Edition (2002), y Los Angeles, November 2019 (2003). En 2007 tuvo lugar el segundo lanzamiento oficial de la banda sonora original, un compilado con tres CD de música de Vangelis bajo el nombre de Blade Runner Trilogy. 25th Anniversary. El primer disco contiene la banda sonora de 1994, el segundo presenta temas inéditos de la película, y el tercer disco es música posterior compuesta por Vangelis e inspirada en el filme.

## Temas

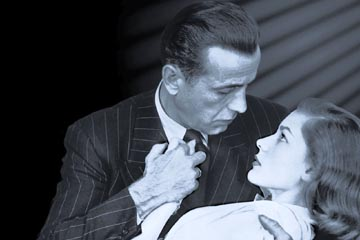
Se ha mencionado que el filme emplea elementos atmosféricos y temáticos de películas del cine negro, como El halcón maltés o The Big Sleep (en la imagen).

A pesar de haber sido vista en un inicio como una película de acción, se suele hacer referencia a que Blade Runner opera con un número inusualmente amplio de niveles dramáticos. Considerada una de las obras fundacionales del género ciberpunk a nivel cinematográfico, como tal le debe mucho al cine negro, puesto que contiene y explora convenciones como la mujer fatal, la narración en primera persona a lo Raymond Chandler (narración presente solo en las versiones de 1982), la cuestionable perspectiva moral del héroe —extendida aquí para incluir la naturaleza de su propia humanidad— o la fotografía densa y en claroscuro.
Numerosos autores han mencionado que el filme abarca temas como las implicaciones en la ética y la filosofía de la mente del dominio de la ingeniería genética, dentro del contexto del drama clásico griego y sus nociones del hibris. En ese sentido, ha sido relacionada con el mito de Prometeo y Frankenstein de Mary Shelley. El personaje de Roy Batty cita una frase apocalíptica de América, una profecía (1793) de William Blake, y el hecho de que los tres últimos movimientos de la partida de ajedrez entre Sebastian y Tyrell son los mismos que los de la célebre Partida Inmortal, se ha sugerido que simboliza la lucha contra Dios por la inmortalidad. De igual forma, es recurrente la comparación del rol de Roy Batty con el «superhombre» de Nietzsche. El director Ridley Scott manifestó que le gustaba «la idea de explorar el dolor» a raíz de la muerte de su hermano: «Cuando estaba enfermo, solía ir a visitarlo a Londres, y eso fue realmente traumático para mí». La película también se introduce en la metafísica, mencionando el personaje de Pris la frase «Pienso luego existo» de Descartes, o haciendo un uso recurrente de los ojos y la manipulación de imágenes, identificadas como llamadas de atención sobre la realidad y la capacidad de percibirla y recordarla.

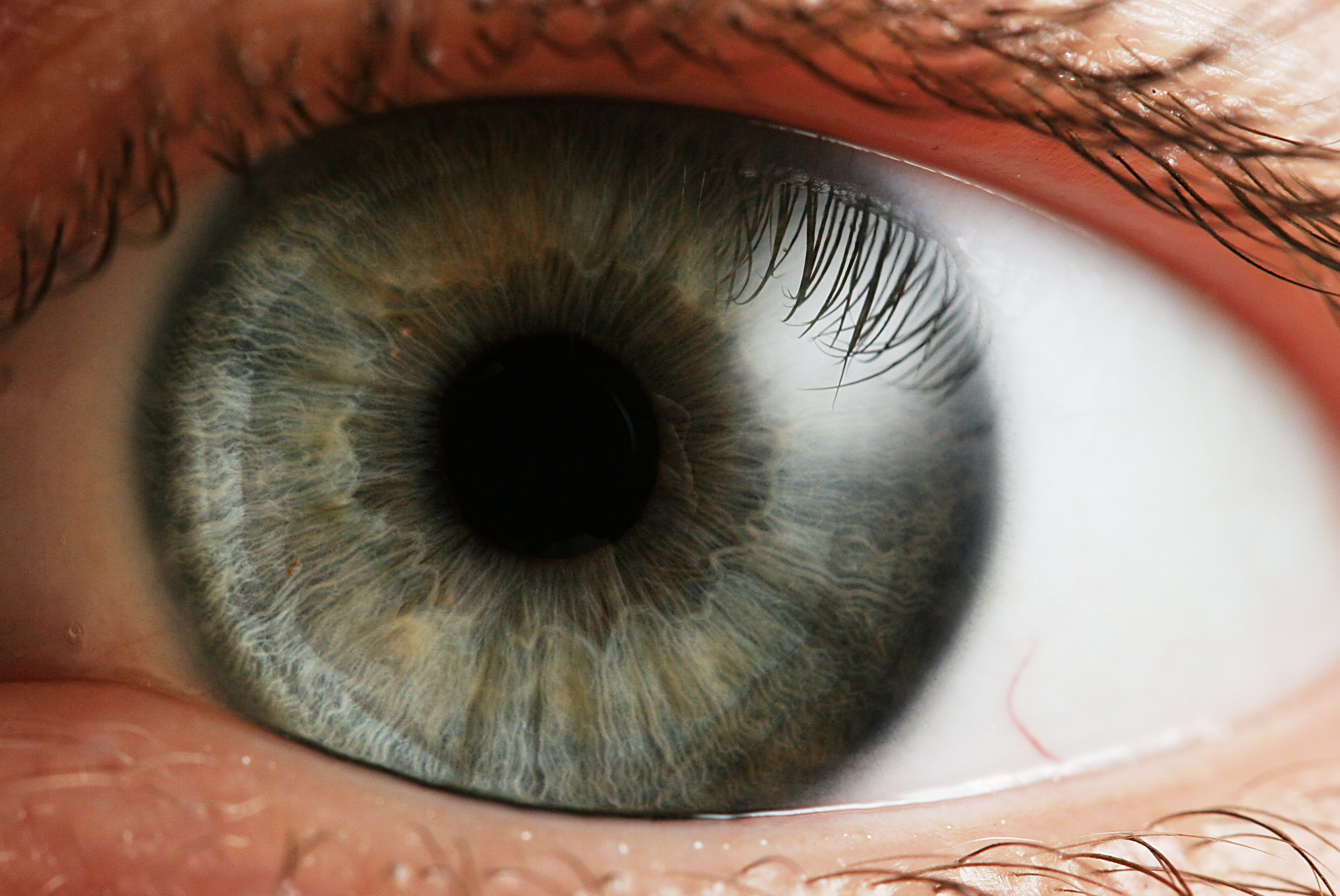
Las referencias a los ojos son recurrentes, como los planos de un ojo humano al inicio, o el brillo de las pupilas de los replicantes.

Igualmente, se ha comentado que la obra penetra en los efectos venideros de la tecnología en el medio ambiente y la sociedad, mostrando un 2019 «retroadaptado» donde hay latente una tensión entre pasado, presente y futuro. Varios críticos indican que la imagen de esas múltiples «capas de tiempo» en una ciudad sobrepoblada y sumida en una noche perpetua, luces de neón intermitentes, lluvia constante y grandes niveles de contaminación y suciedad, se aleja del habitual patrón blanco, aséptico e impoluto con el que se visualizaba tradicionalmente el futuro que estaba por llegar. La alta tecnología resplandece únicamente en algunos espacios, sobre todo los ubicados a gran altura, mientras que los situados a nivel de suelo son decadentes y viejos. También se puede percibir una sensación de paranoia en la manifestación visual del influjo y control de las multinacionales, la policía omnipresente o las luces que sondean los edificios, así como en las posibles consecuencias del poder biomédico sobre el individuo, especialmente respecto a los recuerdos implantados de los replicantes. El ecocidio es observado a través de la ausencia de vida natural, con los pocos animales reales que quedan convertidos en artículos de lujo y creándose en su sustitución ejemplares artificiales. Todo este contexto opresivo clarificaría por qué muchas personas se van a las colonias del mundo exterior, realizando un paralelismo con la migración al continente americano al denominarlas «Nuevo Mundo». Las predicciones demográficas de los años 80, en las que EE. UU. era sobrepasado económicamente por Japón, se reflejan en el dominio de la cultura y la publicidad japonesa en la hipotética ciudad de Los Ángeles de 2019. Además, se muestra abundante presencia china, del Sudeste Asiático o hispana, así como una lengua criolla ficticia, la «interlingua» (Cityspeak en la versión original).

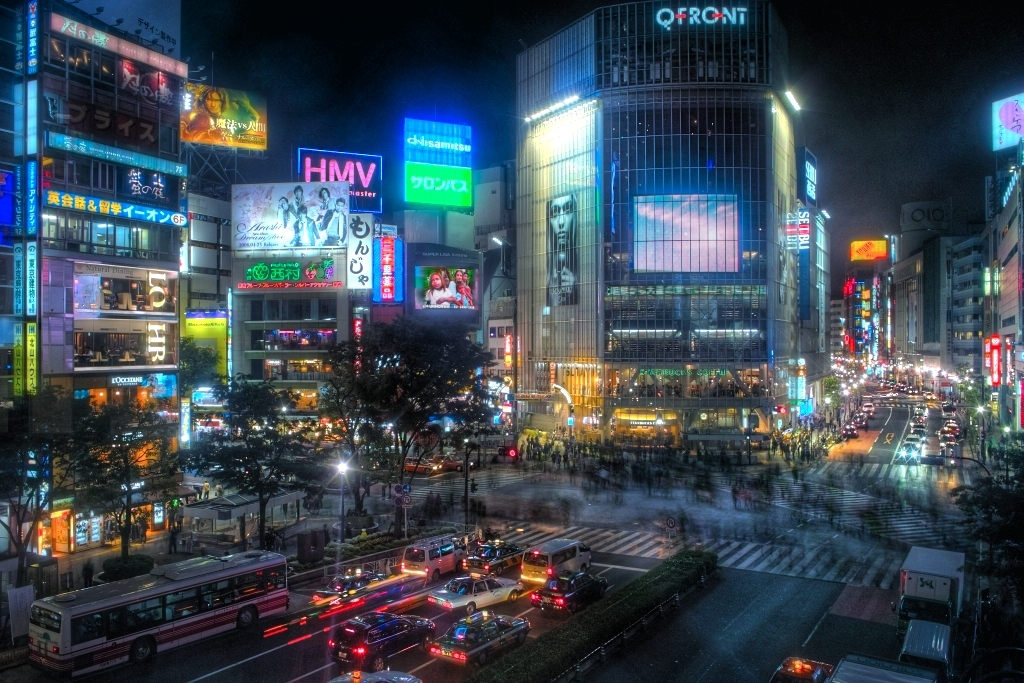
Cruce de Shibuya, Tokio, clásica imagen de ciudad con publicidad japonesa reflejada en Los Ángeles del filme.

Se suele reseñar que todo ello proporciona una atmósfera de incertidumbre y misterio para el que ampliamente se considera elemento temático central de Blade Runner: examinar la condición humana. Para descubrir a los replicantes se utiliza una prueba de empatía (test Voight-Kampff), que cuenta con preguntas centradas en el trato a los animales. Esto funcionaría como indicador esencial de la «humanidad» de alguien. Sin embargo, se ha apuntado que en el filme los replicantes son mostrados paradójicamente con compasión y preocupación por los demás, y se yuxtaponen a personajes humanos que carecen de empatía, mientras que la masa de gente en las calles se presenta fría e impersonal. Un amplio número de críticos y los propios creadores han señalado que la película va tan lejos como para plantear la posibilidad de que Deckard sea un replicante y obligar a la audiencia a revaluar qué significa ser humano. A este respecto, se suele mencionar que tanto en Blade Runner como en Blade Runner 2049, los replicantes serían fundamentalmente una alegoría de la humanidad. Según diversos autores, el filme refleja una visión posmoderna a partir de su estética y las cuestiones que plantea, siendo situado como una de las películas pioneras del llamado cine posmoderno.

«El escenario de Blade Runner es de decadencia urbana: edificios abandonados que fueron majestuosos en el pasado [interpretados por los teóricos postmodernos como símbolos de la modernidad caída], calles abarrotadas y cosmopolitas, interminables mercados callejeros, basura sin recoger y una llovizna gris constante [...] Sin duda, el progreso está en ruinas [...] Columnas griegas y romanas, dragones chinos y pirámides egipcias se mezclan con gigantescos anuncios de neón de Coca-Cola y Pan Am [...] La imagen dominante es de decadencia, desintegración y caótica mezcla de estilos. ¿Qué hace postmoderno a Blade Runner? [...] Para empezar, se cuestiona la realidad misma. Los replicantes quieren ser personas reales, pero la prueba de la realidad es una imagen fotográfica, una identidad construida. Ésta es una forma de ver la postmodernidad: un debate sobre la realidad. El mundo de sólidos datos científicos y una historia con finalidad que nos legó la Ilustración europea, ¿es meramente un anhelo?»
—David Lyon, en su libro Postmodernidad (1996)

## Recepción

### Comercial
Blade Runner se estrenó en 1295 salas de EE. UU. y Canadá el 25 de junio de 1982. El día 25 fue escogido por el productor Alan Ladd, Jr. porque el estreno de sus blockbusters Star Wars y Alien fue el 25 de mayo de 1977 y 1979 respectivamente. Sin embargo, aunque la recaudación norteamericana del primer fin de semana fue buena, con 6,15 millones de dólares, se redujo progresivamente hasta quedarse por debajo de las expectativas. Se suele indicar que un factor importante que contribuyó a la pobre acogida por el público fue la coincidencia con el estreno de E.T., el extraterrestre, el 11 de junio, que dominaba la taquilla en ese momento.

### Crítica
Los críticos de cine se dividieron entre los que opinaban que la historia estaba sustentada por los efectos especiales y que no era la película de acción que el estudio había anunciado, mientras que otros aclamaron su complejidad. Una crítica generalizada caía sobre su ritmo lento, y hasta un crítico cinematográfico le cambió el título a Blade Crawler (crawler se puede traducir como «que se arrastra»). Roger Ebert elogió las representaciones visuales de Blade Runner, pero encontró escasa la historia humana. Ebert pensaba que el personaje poco convincente de Tyrell y la aparente falta de medios de seguridad que permitió a Roy asesinar a su creador eran ciertos problemas de trama. También creyó que la relación entre Deckard y Rachael parecía «existir más para el argumento que para ellos mismos». Otros críticos han opinado sin embargo que los efectos visuales sirven para crear un mundo deshumanizado donde resaltan los elementos humanos y que la relación entre Deckard y Rachael sería esencial para reafirmar la humanidad de ambos. En un episodio posterior de su programa, Ebert y Gene Siskel admitieron que estaban equivocados en sus reseñas iniciales, y que ellos mismos consideraban la película como un clásico moderno.

### Premios y nominaciones
| Año  | Premio                                                      | Categoría                                                | Nominado(s)                                                      | Resultado |
| ---- | ----------------------------------------------------------- | -------------------------------------------------------- | ---------------------------------------------------------------- | --------- |
| 1982 | Sociedad Británica de Directores de Fotografía              | Mejor fotografía                                         | Jordan Cronenweth                                                | Nominado  |
| 1982 | Premios del Círculo de Críticos de Cine de Nueva York       | Mejor fotografía                                         | Jordan Cronenweth                                                | Nominado  |
| 1982 | Premios de la Asociación de Críticos de Cine de Los Ángeles | Mejor fotografía                                         | Jordan Cronenweth                                                | Ganador   |
| 1983 | Premios BAFTA                                               | Mejor fotografía                                         | Jordan Cronenweth                                                | Ganador   |
| 1983 | Premios BAFTA                                               | Mejor diseño de vestuario                                | Charles Knode y Michael Kaplan                                   | Ganadores |
| 1983 | Premios BAFTA                                               | Mejor montaje                                            | Terry Rawlings                                                   | Nominado  |
| 1983 | Premios BAFTA                                               | Mejor música original                                    | Vangelis                                                         | Nominado  |
| 1983 | Premios BAFTA                                               | Mejor maquillaje y peluquería                            | Marvin Westmore                                                  | Nominado  |
| 1983 | Premios BAFTA                                               | Mejor diseño de producción                               | Lawrence G. Paull                                                | Ganador   |
| 1983 | Premios BAFTA                                               | Mejor sonido                                             | Peter Pennell, Bud Alper, Graham V. Hartstone, y Gerry Humphreys | Nominados |
| 1983 | Premios BAFTA                                               | Mejores efectos visuales                                 | Douglas Trumbull, Richard Yuricich, y David Dryer                | Nominados |
| 1983 | Premios Hugo                                                | Mejor representación dramática                           | Blade Runner                                                     | Ganadora  |
| 1983 | Premios del Círculo Londinense de Críticos de Cine          | Premio al logro especial                                 | Lawrence G. Paull, Douglas Trumbull, y Syd Mead                  | Ganadores |
| 1983 | Globos de Oro                                               | Mejor banda sonora                                       | Vangelis                                                         | Nominado  |
| 1983 | Premios Óscar                                               | Mejor dirección artística                                | Lawrence G. Paull, David Snyder, y Linda DeScenna                | Nominados |
| 1983 | Premios Óscar                                               | Mejores efectos visuales                                 | Douglas Trumbull, Richard Yuricich, y David Dryer                | Nominados |
| 1983 | Premios Saturn                                              | Mejor director                                           | Ridley Scott                                                     | Nominado  |
| 1983 | Premios Saturn                                              | Mejor película de ciencia ficción                        | Blade Runner                                                     | Nominada  |
| 1983 | Premios Saturn                                              | Mejores efectos especiales                               | Douglas Trumbull y Richard Yuricich                              | Nominados |
| 1983 | Premios Saturn                                              | Mejor actor de reparto                                   | Rutger Hauer                                                     | Nominado  |
| 1983 | Fantasporto                                                 | Premio internacional de cine fantástico - Mejor película | Ridley Scott                                                     | Nominado  |
| 1983 | Sindicato Nacional de Periodistas de Cine de Italia         | Mejor director extranjero                                | Ridley Scott                                                     | Nominado  |
| 1993 | Fantasporto                                                 | Premio internacional de cine fantástico - Mejor película | Ridley Scott (The Director's Cut)                                | Nominado  |
| 1994 | Premios Saturn                                              | Mejor lanzamiento en vídeo                               | Blade Runner (The Director's Cut)                                | Nominado  |
| 2007 | Jules Verne Awards                                          | Jules Verne Légendaire Award                             | Blade Runner                                                     | Ganador   |
| 2007 | Golden Schmoes Awards                                       | Mejor DVD/Blu-ray del año                                | Blade Runner (5-Disc Ultimate Collector's Edition)               | Ganador   |
| 2007 | Premios de la Sociedad de Críticos de Las Vegas             | Mejor DVD                                                | Blade Runner (5-Disc Ultimate Collector's Edition)               | Ganador   |
| 2008 | Premios Saturn                                              | Mejor lanzamiento de edición especial en DVD             | Blade Runner (5-Disc Ultimate Collector's Edition)               | Ganador   |

## Versiones

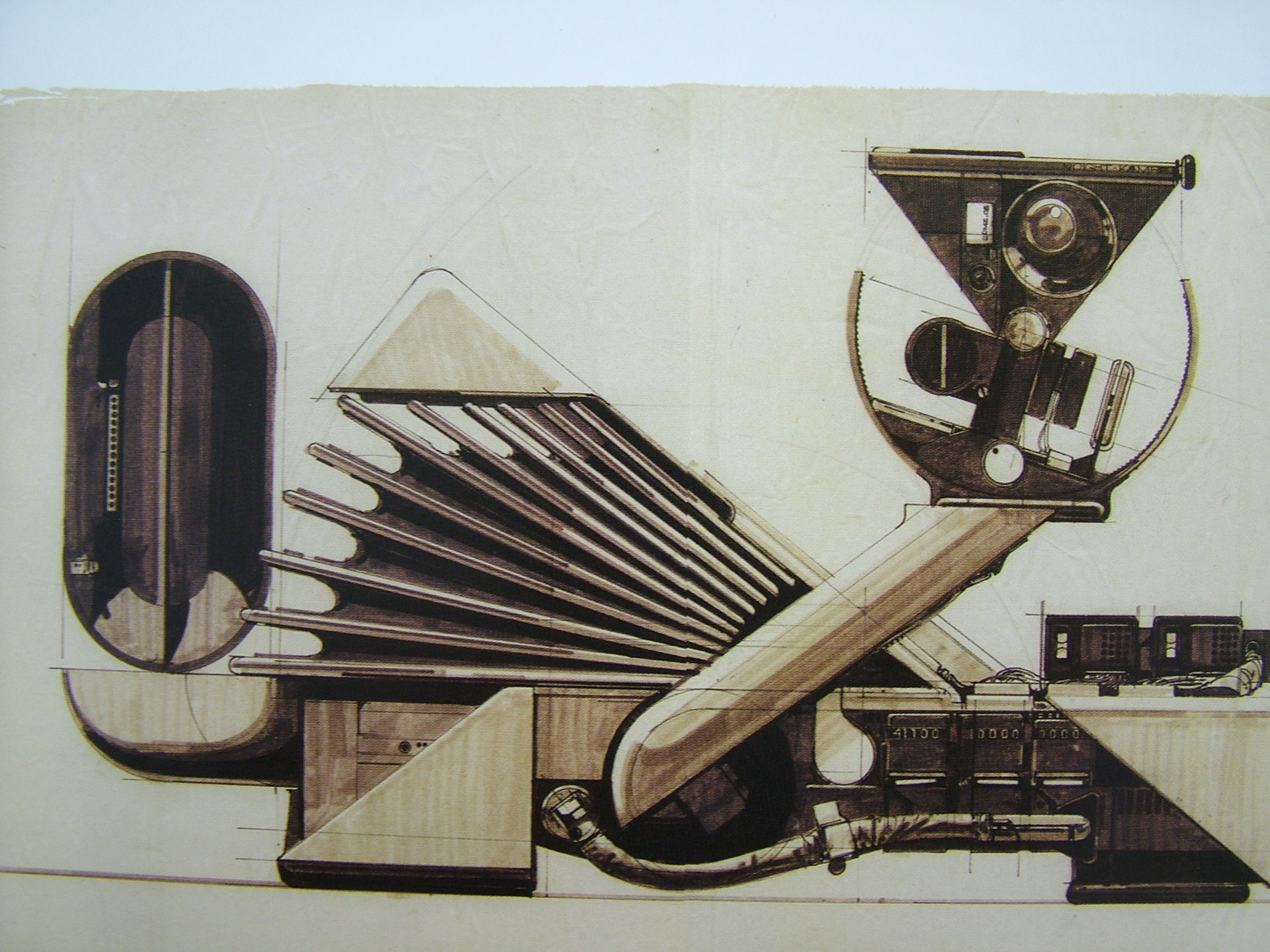
Aunque en las dos últimas versiones se muestra el sueño del unicornio, la ambigüedad sobre si Deckard es un replicante o un humano está presente en todos los montajes, por ejemplo en la escena en la que Rachael le pregunta si se ha sometido al test Voight-Kampff.

Aunque solo cinco son ampliamente conocidas, existen hasta siete versiones oficiales de Blade Runner:
- Dos versiones de trabajo: la Workprint y la San Diego Sneak Preview, mostradas únicamente en preestrenos de audiencias y ocasionalmente en festivales de cine; una de estas versiones, la Workprint, fue vuelta a exhibir en 1990 y 1991 como un Director's Cut sin la aprobación de Ridley Scott.

- La versión de estreno para los cines estadounidenses (Domestic Cut) de 1982.

- El montaje internacional (International Cut) de 1982, versión que se estrenó en el resto del mundo y contenía más violencia gráfica que la estrenada en Estados Unidos. Apareció en VHS y Laserdisc de Criterion Collection.

- La versión para televisión en Estados Unidos (US Broadcast Version) de 1986, versión realizada por CBS editando sus contenidos ofensivos.

- El aprobado montaje del director (Director's Cut) de 1992, incitado por la edición desautorizada de la Workprint. Coincidiendo con el 10.º aniversario, se proyectó en cines, y posteriormente se editó en VHS, Laserdisc y DVD.

- El montaje final (Final Cut) de 2007, única versión bajo el control artístico completo de Scott. Coincidiendo con el 25.º aniversario, se realizó esta versión restaurada a partir de los negativos originales y con una nueva mezcla de sonido, siendo proyectada en cines y editada en DVD, HD DVD y Blu-ray.

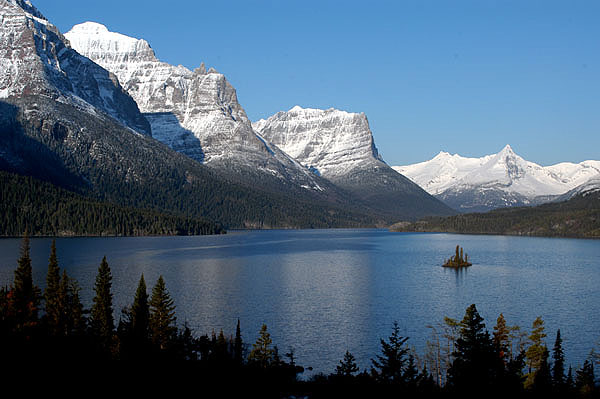
Las versiones estrenadas en cines incluyen un «final feliz» donde se emplean imágenes aéreas sobrantes del parque nacional de los Glaciares para la película El resplandor de Stanley Kubrick.

### Las versiones de estreno (1982)
En 1982 las versiones norteamericana (Domestic Cut) e internacional (International Cut) para las salas de cine se estrenaron incluyendo un «final feliz» impuesto por Bud Yorkin y Jerry Perenchio de Tandem Productions (usando una escena rodada a finales de marzo de 1982 en Big Bear Lake (California) e imágenes aéreas sobrantes del parque nacional de los Glaciares (Montana) para  la película El resplandor de Stanley Kubrick) y la adición de la voz en off de Harrison Ford, añadida a petición de los ejecutivos del estudio durante postproducción tras realizar pruebas de audiencia que indicaban la dificultad de comprender la película. Aunque varias versiones diferentes del guion habían incluido una voz en off, tanto Ridley Scott como Harrison Ford se mostraban insatisfechos e intentaron sin éxito no usarla. Se ha rumoreado que Ford intencionalmente hizo la voz en off de mala calidad con la esperanza de que no fuera usada, pero el actor manifestó que sencillamente no tuvo tiempo de leerla ya que el escritor se la dio justo antes de grabar, declarando además: «Lo hice lo mejor que pude para no tener una orientación previa. Nunca pensé que la incluirían. Pero no lo hice para sabotearla. Fue simplemente una mala narración».

### El montaje del director (Director's Cut) (1992)
En 1990, Warner Bros. permitió brevemente reproducir en cines una copia de 70 mm de la película (el Workprint), anunciándola como un Director's Cut (montaje del director). Sin embargo, Ridley Scott negó públicamente que esa versión de la película fuera el definitivo Director's Cut, argumentando que fue editada toscamente y que carecía de gran parte de la banda sonora de Vangelis. En respuesta al descontento de Scott, y en parte debido al resurgimiento de la popularidad de la película a principios de los años 1990, Warner Bros. decidió editar un Director's Cut bajo las indicaciones de Scott. El autorizado Director's Cut se estrenaría en los cines de Estados Unidos el 11 de septiembre de 1992, y posteriormente en el resto del mundo. Tras estar disponible en VHS y Laserdisc, en 1997 se lanzó en DVD, siendo una de las primeras películas en ser estrenadas en este formato.

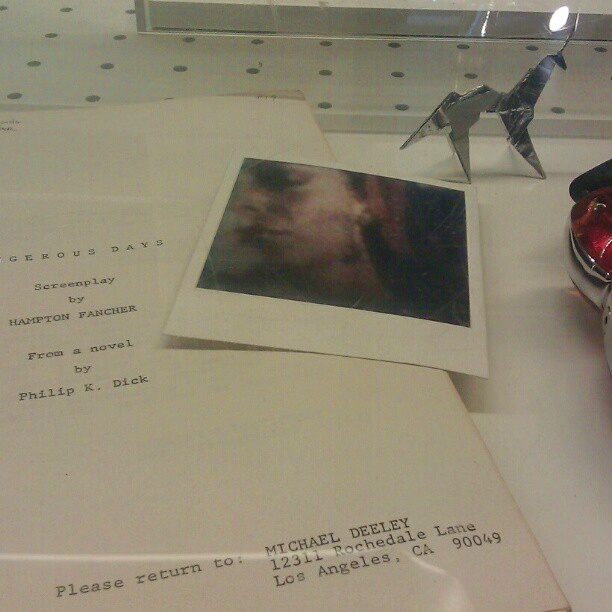
Guion, Polaroid y unicornio de origami de la película expuestos en ExpoSYFY.

Para desarrollar el Director's Cut, la Warner contrató al restaurador de películas Michael Arick, que ya estaba siendo consultado por ellos, para encabezar el proyecto con Scott. Primero pasó varios meses en Londres con Les Healey, que había sido el editor asistente en Blade Runner, compilando una lista de los cambios que Scott quería que se hicieran. La mayoría eran modificaciones de edición menores. Sin embargo, tres cambios importantes se realizaron en la película dando un giro significativo al resultado final: la eliminación de la voz en off de Deckard, la incorporación de la secuencia de un sueño con un unicornio galopando en un bosque y rodada en 1982 (sugiriéndose así en mayor medida que Deckard puede ser un replicante), y la eliminación del «final feliz» impuesto por Bud Yorkin y Jerry Perenchio de Tandem Productions, incluyendo algunos efectos visuales que originalmente salían en los créditos finales. Las presiones en forma de dinero y tiempo y la obligación a Thelma & Louise mantuvieron a Scott apartado de la reedición de la película y, aunque estaba más contento con esta versión que con las anteriores, no se sentía cómodo con ella como definitivo Director's Cut.

### El montaje final (Final Cut) (2007)
En parte como resultado de esas quejas, Scott fue invitado de nuevo a mediados de 2000 para ayudar a realizar una versión definitiva y final de la película con la producción de Charles de Lauzirika, siendo parcialmente completada a mediados de 2001. Durante el proceso, se creó una nueva impresión digital desde los negativos originales, los efectos especiales fueron mejorados y limpiados, y el sonido remasterizado en Dolby Digital 5.1 Surround. A diferencia del Director's Cut de 1992, Scott supervisó personalmente el nuevo montaje.
La intención inicial era que el DVD de la edición especial se presentase para las navidades de 2001, y los rumores apuntaban a que sería un set de tres discos incluyendo el montaje completo de la versión internacional para cines, el Director's Cut de 1992, y la nueva versión mejorada añadiendo escenas eliminadas, entrevistas con el reparto y el equipo, y el documental On the Edge of Blade Runner. Sin embargo, Warner Bros. retrasó indefinidamente el lanzamiento de la edición especial tras disputas legales que comenzaron con los garantes de la versión original (en especial, Jerry Perenchio), que habían obtenido la propiedad de la película cuando el presupuesto de filmación subió de 21,5 millones a 28 millones.

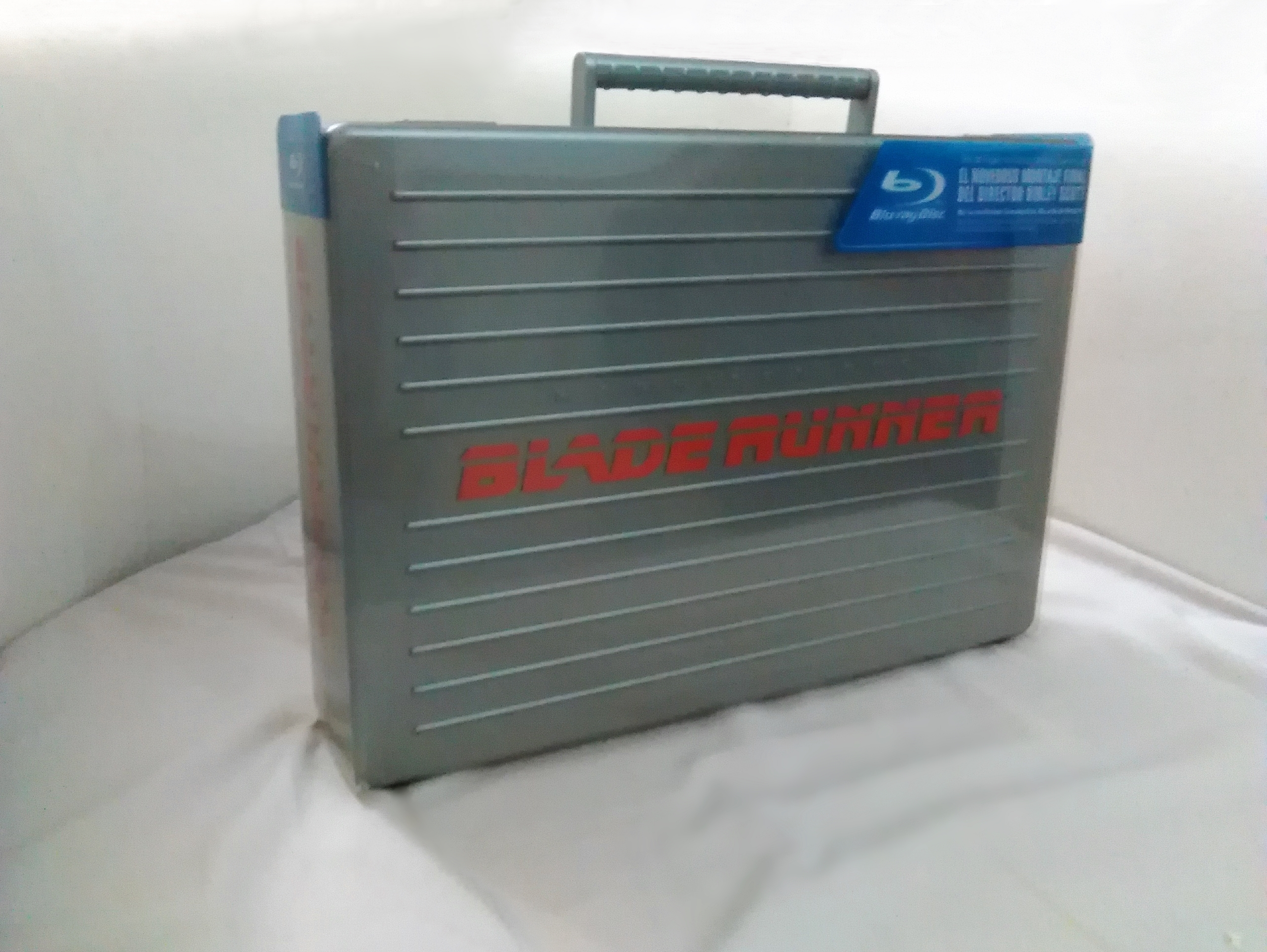
Edición maletín en Blu-ray de la Five-Disc Ultimate Collector's Edition de Blade Runner.

Tras varios años de disputas, en mayo de 2006 apareció la noticia de que Warner Bros. estaba retocando varias versiones de la película para poder hacer un lanzamiento a finales del año, de acuerdo con la revista Total Film y el sitio web The Digital Bits. No hubo un acuerdo sobre la fecha de lanzamiento, pero se señaló que una versión restaurada del Director's Cut de 1992 aparecería primero posiblemente entre septiembre y diciembre de 2006. Finalmente Warner confirmaría el estreno de Blade Runner: The Final Cut con motivo del 25.º aniversario de la película, lanzándose además una edición especial en forma de maletín y otra en formato de estuche metálico con cinco discos llamadas Five-Disc Ultimate Collector's Edition y que se pondrían a la venta el 3 de diciembre de 2007 en Europa y el 18 de diciembre en Estados Unidos. Estas ediciones incluían las dos versiones de estreno, el Director's Cut, el Final Cut y el Workprint, además de material adicional como los documentales Dangerous Days: Making Blade Runner y All Our Variant Futures: From Workprint to Final Cut, todo ello disponible en formato DVD, Blu-ray y HD DVD. También salió una versión con cuatro discos y otra de dos que incluían solo una parte del material extra de la edición de cinco discos.
El 23 de octubre de 2012 se lanzaron dos formatos de edición coleccionista por el 30.º aniversario que incluían el Final Cut, las versiones de estreno y el montaje del director en Blu-ray, así como el Workprint, el documental Dangerous Days: Making Blade Runner y varios extras. El 5 de septiembre de 2017, coincidiendo con el 35.º aniversario y un mes antes del estreno de Blade Runner 2049, se lanzó el Final Cut por primera vez en 4K Ultra HD, incluyendo además la versión en Blu-ray y dos discos con el documental Dangerous Days: Making Blade Runner y numerosos extras. El 27 de septiembre se lanzó también una edición especial que añadía las versiones de estreno y el montaje del director en Blu-ray, que ya habían sido incluidos en ediciones anteriores.

### Versiones no oficiales
Además de las versiones oficiales, existen otros cortes populares creados por fanes de la película, como The Nexus 6 Extended Cut, Electric Unicorn Cut o The White Dragon Cut, en los que sobre todo se modifica el metraje de la película añadiendo generalmente tomas o escenas eliminadas.

## Legado e influencia

### Impacto sociocultural

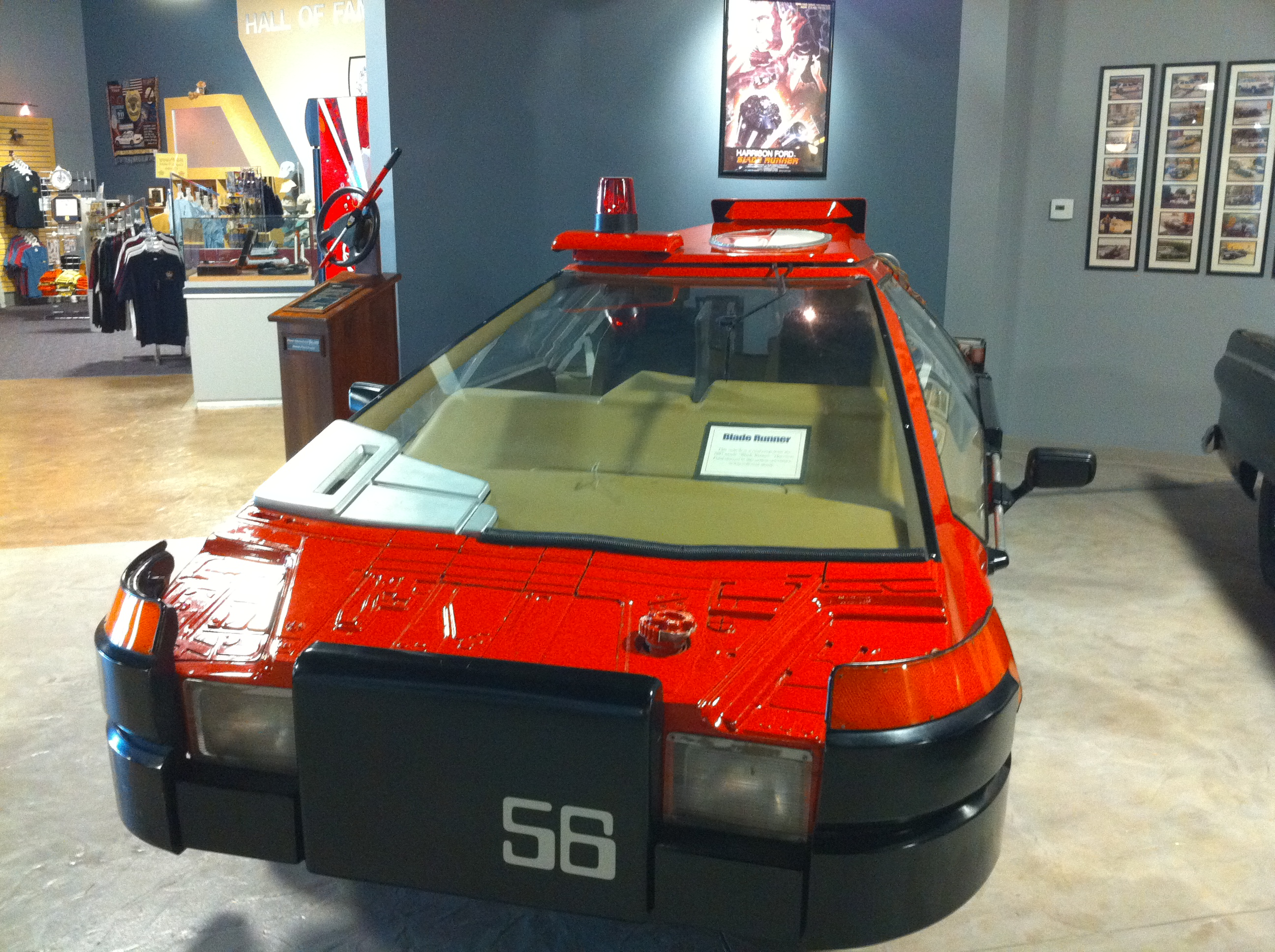
Sedán de Deckard en el American Police Hall of Fame & Museum de Titusville (Florida). Es uno de los dos vehículos usados en el filme de los que hay constancia de su conservación.

Se considera que Blade Runner, a través de su ambientación y su temática, marcó la introducción del género ciberpunk en la cultura popular. Si bien en un principio fue evitada por la audiencia norteamericana, vio creciendo su popularidad progresivamente, sobre todo con la aparición del VHS y el Laserdisc. Para 1989, Blade Runner era ya el Laserdisc de Criterion Collection más vendido, y el estreno del montaje del director en 1992 ayudó a aumentar su estatus de filme de culto y, con posterioridad, al hecho de que fuera vista como una de las películas más influyentes de su siglo. Un amplio número de autores señala que Blade Runner continúa reflejando tendencias y preocupaciones sociales actuales. La película fue seleccionada en 1993 para su conservación en el Registro Nacional de Cine de la Biblioteca del Congreso de Estados Unidos por ser «cultural, histórica o estéticamente significativa», y es utilizada frecuentemente en conferencias universitarias.

«Cambió no solo la manera de hacer cine, que la cambió radicalmente, si no [que] cambió nuestras costumbres, cambió la manera de percibir la realidad [...] Blade Runner abolió el futuro y nos hizo percibirlo como un presente continuo en el que estamos todavía inmersos».
—Jesús Palacios, escritor y crítico de cine, acerca de la influencia de Blade Runner

«Blade Runner es una película única, increíble a cada nivel. Es un relato profético y emotivo que se mantiene como una de las más originales e inteligentes películas de ciencia ficción realizadas».
—Crítica de Blade Runner por Alex Ioshpe en Apollo Movie Guide

«Una de esas películas que parecía predestinada a la inmortalidad underground [...] como Casablanca, ha trascendido su fórmula de thriller detectivesco hardboiled noir de ciencia ficción para engendrar un dedicado culto y ocupar un hueco especial en la cultura popular [...] Su asombrosa estética no tiene fecha [...] Ha dado al léxico contemporáneo al menos dos nuevas palabras, replicante y retroadaptado, y su convincente visión del futuro urbano ha sido ampliamente imitada».
—James Sey, investigador asociado de la Universidad de Johannesburgo, acerca del film de Scott

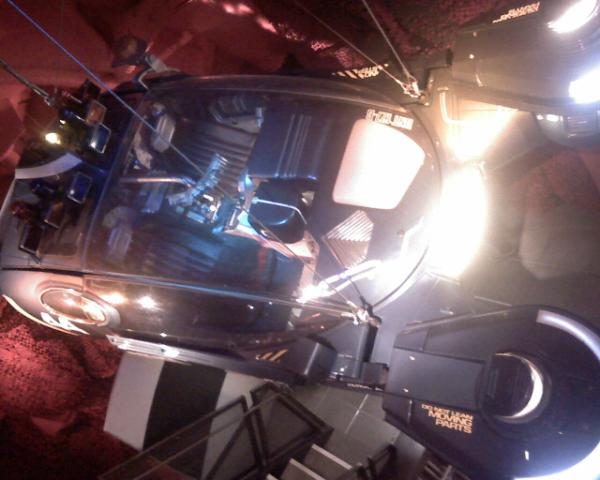
Spinner original usado en el filme, ubicado en el Science Fiction Museum and Hall of Fame de Seattle.

Es una referencia popular en numerosos medios: series televisivas como Futurama, Doctor Who, Stargate SG-1, American Dad! o Los Simpson, se han referido varias veces a Blade Runner. El actor William Sanderson, quien interpretó a Sebastian, puso la voz a un personaje similar en Batman: La serie animada. En la película de acción El sexto día (2000), un psiquiatra virtual pide al protagonista que se imagine a dos tortugas cruzando un desierto, en referencia a la escena del test Voight-Kampff a Leon, y en Alien: Covenant (2017), el personaje de David repite la frase «That's the spirit!» de Roy Batty. La ampliación de imágenes para descubrir detalles y el término «enhance» («aumentar» o «realzar»), utilizado por Deckard en la secuencia de la máquina Esper, han sido elementos recurrentemente empleados en el ámbito tecnológico o en el mundo audiovisual, y unas tomas similares al primer plano de un ojo humano en la primera escena de Blade Runner se pueden apreciar en películas como Días extraños, Soldier, Alien: Covenant o Blade Runner 2049. Varios vehículos originales de Blade Runner fueron vueltos a usar en posteriores producciones: el sedán de Deckard aparece en el filme Trancers, y un Spinner fue empleado en Back to the Future Part II y Solar Crisis. Además, una réplica del Spinner se usó en Soldier, fue recreado digitalmente para una escena de Star Wars: Episodio I - La amenaza fantasma, y tiene una breve aparición en Blade Runner 2049. Un Spinner y un sedán de la policía originales que estaban ubicados en los Disney-MGM Studios fueron desmantelados aparentemente por error en 1999. Se tiene constancia de la conservación de dos vehículos usados en el filme: el sedán de Deckard, expuesto permanentemente en el American Police Hall of Fame & Museum de Titusville (Florida), y el Spinner de aluminio  que había sufrido daños en 1992 mientras era transportado y que fue restaurado en 2004 para ser mostrado en el Science Fiction Museum and Hall of Fame de Seattle, donde puede verse desde entonces. Además, se piensa que otro Spinner original puede hallarse en una colección privada en Japón. Réplicas del Spinner y varios cupés llamados «Everyman Car», construidos estos últimos por Gene Winfield usando los moldes originales, son también expuestos ocasionalmente. El diseño del Tesla Cybertruck está inspirado en el sedán de Deckard y fue presentado el 21 de noviembre de 2019 en Los Ángeles para coincidir con la fecha en la que el filme tiene lugar.
El oscuro estilo ciberpunk de la película y su diseño futurista han servido como patrón e inspiración para sucesivas obras cinematográficas, entre las que se pueden mencionar a The Terminator (1984), Brazil (1985), RoboCop (1987), Batman (1989), Total Recall (1990), Johnny Mnemonic (1995), Judge Dredd (1995), Seven (1995), Días extraños (1995), El quinto elemento (1997), Gattaca (1997), Dark City (1998), The Matrix (1999), Minority Report (2002), Natural City (2003), o Black Panther (2018). Igualmente, ha inspirado además a series televisivas como Total Recall 2070 (1999), Batman Beyond (1999-2001), Dark Angel (2000-2002), Battlestar Galactica (2003-2009), Almost Human (2013-2014), Westworld (2016-presente) o Altered Carbon (2018-2020). También ha tenido gran influencia en el anime, siendo ejemplo de ello los filmes Akira (1988), Ghost in the Shell (1995) o Ghost in the Shell 2: Innocence (2004), y series como Bubblegum Crisis (1987-1991), Armitage III (1995), Cowboy Bebop (1998-1999), Ergo Proxy (2006-2007) o Psycho-Pass (2012-2013). Antes de comenzar a rodar Batman Begins (2005), el director Christopher Nolan realizó una proyección de Blade Runner aparte de su equipo de filmación y les dijo: «Así es como vamos a hacer Batman».
Aunque algunas fuentes atribuyen a Blade Runner mayor o menor influencia en la novela Neuromante (1984) de William Gibson, el autor ha afirmado que, si bien asistió a un pase cuando estaba escribiendo el libro, salió de la proyección al poco de comenzar tras ver reflejado su imaginario y pensar que la gente asumiría que había copiado al filme cuando publicara la novela. No obstante, Gibson ha señalado que, al igual que Scott, fue inspirado en gran medida por los cómics de Métal hurlant. Posteriormente, ha manifestado que le preocupó su fracaso en taquilla, pero que pocos años después empezó a verla como «la película más influyente de mi vida, hasta ese momento», indicando que pensaba que «había tenido un impacto estético asombrosamente amplio en el mundo».
Blade Runner también se ha visto referenciado por juegos de rol del género ciberpunk tales como Cyberpunk 2020 y Shadowrun. Igualmente, está considerada una de las películas más influyentes en el mundo de los videojuegos. De manera directa, ha inspirado a títulos como Snatcher (1988), que contiene numerosos guiños al filme, Neuromancer (1988), Flashback (1992), Syndicate (1993) y sus secuelas, Shadowrun (1993) y posteriores videojuegos de la saga, Beneath a Steel Sky (1994), System Shock (1994), The Nomad Soul (1999), Perfect Dark (2000), Deus Ex (2000), Deus Ex: Human Revolution (2011), Deus Ex: Mankind Divided (2016), Observer (2017) o Cyberpunk 2077 (2020). El tema musical de los créditos finales y la estética de la película son homenajeados en el nivel Scrap Brain Zone del juego Sonic the Hedgehog (1991).
Dentro del ámbito musical, sus diálogos —especialmente en la escena de «Lágrimas en la lluvia»— y banda sonora, han sido sampleados más que los de ninguna otra película del siglo XX, por ejemplo en temas de artistas como Ryūichi Sakamoto, Tricky o Unkle. Numerosas canciones incluyen referencias más o menos explícitas a Blade Runner. Pueden citarse como ejemplo «Time What is Time» de Blind Guardian, «Replicant» y «Like Tears in Rain» de Covenant, o «More Human Than Human» de White Zombie, cuyas letras mencionan la perspectiva de un replicante. El título de la película y otros guiños aparecen en la portada del álbum Somewhere in Time (1986) de Iron Maiden. Videoclips como los de «Spice Up Your Life» (1997) de Spice Girls o «Freeek!» (2002) de George Michael referencian al filme, y la banda estadounidense de rock My Chemical Romance creó para su álbum Danger Days: The True Lives of the Fabulous Killjoys (2010) una temática ambientada en el mismo lugar y año que la película, señalando que esta fue «una gran inspiración» para el disco. La banda sonora de Vangelis ha llegado a ser interpretada en directo por Massive Attack y The Heritage Orchestra, Danger Mouse afirmó que su trabajo en el álbum The Blue God (2008) de Martina Topley-Bird se vio influenciado por la música de Blade Runner, y Thom Yorke de Radiohead también manifestó que se inspiró en ella para componer el score de Suspiria (2018). Ridley Scott contó que comenzó a darse cuenta de la influencia de Blade Runner tras verla reflejada en los vídeos de MTV y después de que Bob Dylan le contactara interesado en ella.

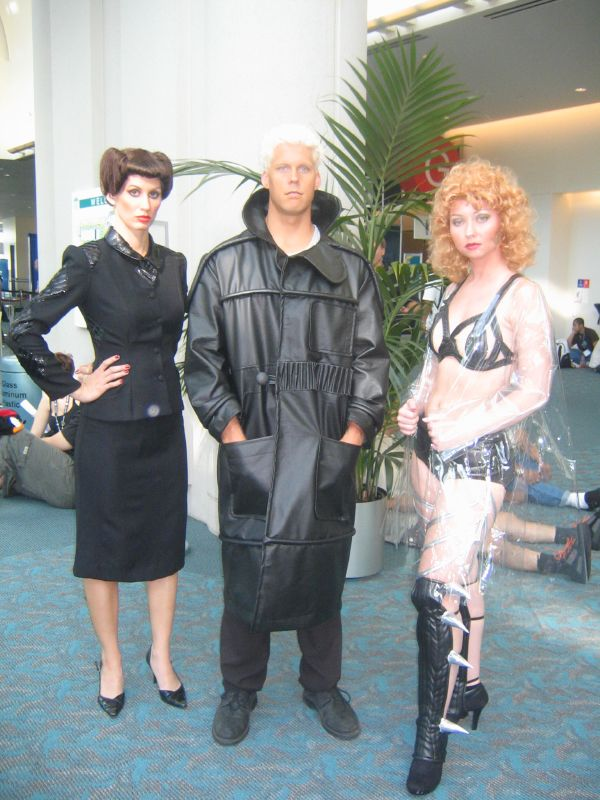
Además de en el mundo del cine, la estética de Blade Runner ha sido una de las más influyentes en moda, decoración y arquitectura desde su estreno.

Igualmente, se ha reseñado frecuentemente la influencia de su estética clásica y ciberpunk en la moda, la decoración y la arquitectura posterior. Numerosos diseñadores y críticos la han mencionado como una de las películas más influyentes en el mundo de la moda, citando por ejemplo los trajes, el abrigo y el peinado de Rachael, el corte de pelo de Rick Deckard, el maquillaje de Pris o el chubasquero de Zhora, así como su inspiración en los diseños de modistos como Jean-Paul Gaultier, John Galliano, Paco Rabanne o Alexander McQueen. El diseñador español Antonio Miró se refirió a Blade Runner en un artículo diciendo que «al contrario de lo que ocurre con la mayor parte de las películas futuristas, en ésta el vestuario era, por así decirlo, clásico [...] la gente no iba vestida muy diferente que nosotros. Recuerdo que [...] en una mesa en la que se hallaban presentes varios filósofos y en la que se hablaba sobre la moda, todos estaban de acuerdo en que la moda era algo efímero, a lo que yo respondí que eso no era exacto, pues si bien existe una moda efímera hay otra que no lo es», añadiendo que pensaba que la moda creada para el filme era de la que perdura en el tiempo. Respecto a su influencia en arquitectura, afectó al diseño de discotecas y locales nocturnos, y muchos arquitectos empezaron a diseñar edificios similares a los presentes en la película empleando elementos barrocos y pertenecientes a épocas del pasado, usando tuberías y conductos para rodear las fachadas, o implementando una mayor integración publicitaria en las edificaciones de las grandes urbes.
Los logotipos de numerosas empresas reales, sobre todo de bebidas, relojes, comunicaciones, transportes o electrónica, tales como Atari, Bell, Bulova, Citizen, Coca-Cola, Cuisinart, Budweiser, JVC, Koss, Pan Am, RCA, TDK, Toshiba, Tsingtao o TWA, se muestran en diferentes emplazamientos a lo largo de Blade Runner. Todas eran líderes de sus mercados en esa época, pero el hecho de que muchas de ellas experimentaran contratiempos económicos después del lanzamiento de la película, dio lugar a que en la cultura popular se hablara de la «maldición de Blade Runner». Coca-Cola y Cuisinart se recuperaron, y la cerveza Tsingtao, bebida que Deckard compra en uno de los establecimientos, tuvo más éxito después de la película.

### Reconocimiento posterior
Blade Runner ha sido listada en numerosas ocasiones en rankings de prestigiosas publicaciones u organizaciones, destacando:
| Publicación / Organización         | País           | Título                                                                   | Año  | Puesto |
| ---------------------------------- | -------------- | ------------------------------------------------------------------------ | ---- | ------ |
| Time Out                           | Reino Unido    | Top 100 películas (Centenario)                                           | 1995 | 60     |
| AFI                                | Estados Unidos | 100 años... 100 películas de suspense                                    | 2001 | 74     |
| Sight and Sound                    | Reino Unido    | Las mejores películas de la historia - Votación de críticos              | 2002 | 45     |
| Wired                              | Estados Unidos | Las 20 mejores películas de ciencia ficción de la historia               | 2002 | 1      |
| Online Film Critics Society (OFCS) | Estados Unidos | Las 100 mejores películas de ciencia ficción de los últimos 100 años     | 2002 | 2      |
| The Guardian                       | Reino Unido    | Las 10 mejores películas de ciencia ficción de la historia               | 2004 | 1      |
| Time                               | Estados Unidos | Las 100 mejores películas de la historia                                 | 2005 | —      |
| Visual Effects Society (VES)       | Estados Unidos | Las 50 películas con los efectos visuales más influyentes de la historia | 2007 | 2      |
| AFI                                | Estados Unidos | 100 años... 100 películas (edición 10.º aniversario)                     | 2007 | 97     |
| AFI                                | Estados Unidos | 10 Top 10 - Películas de ciencia ficción                                 | 2008 | 6      |
| New Scientist                      | Reino Unido    | Película de ciencia ficción favorita de la historia                      | 2008 | 1      |
| Empire                             | Reino Unido    | Las 500 mejores películas de la historia                                 | 2008 | 20     |
| IGN                                | Estados Unidos | Las 25 mejores películas de ciencia ficción de la historia               | 2010 | 1      |
| Total Film                         | Reino Unido    | Las 50 mejores películas de ciencia ficción de la historia               | 2011 | 1      |
| Sight and Sound                    | Reino Unido    | Las 250 mejores películas de la historia - Votación de críticos          | 2012 | 69     |
| Sight and Sound                    | Reino Unido    | Las 100 mejores películas de la historia - Votación de directores        | 2012 | 67     |
| Empire                             | Reino Unido    | Las 100 mejores películas de la historia                                 | 2017 | 13     |
| Paste                              | Estados Unidos | Las 100 mejores películas de ciencia ficción de la historia              | 2018 | 2      |
| ASC                                | Estados Unidos | Las 100 películas con mejor fotografía del siglo XX                      | 2019 | 2      |

### Libros
Antes de que se iniciara el rodaje, Paul M. Sammon recibió un encargo de la revista Cinefantastique para escribir un artículo sobre la producción de Blade Runner. Su detallada observación e investigación le sirvieron para publicar, en 1996, el libro Future Noir: The Making of Blade Runner, que ha recibido habitualmente el apodo de «la Biblia de Blade Runner». La obra describe la evolución de la producción del filme, así como las políticas y dificultades en el plató, conteniendo además biografías, citas, fotografías del rodaje y bocetos preliminares de la película. Una segunda edición de Future Noir se publicó en 2007. Con motivo del estreno de Blade Runner 2049, en 2017 se lanzó una versión actualizada, Future Noir Revised & Updated Edition: The Making of Blade Runner.
Un libro sobre la creación de los efectos especiales fue escrito por Don Shay bajo el título Blade Runner: The Inside Story. Ilustrado con numerosas fotografías y publicado originalmente en julio de 1982 como el n.º 9 de la revista Cinefex, para 2003 fue reimpreso en tapa dura por Titan Books. Entre los numerosos libros académicos escritos sobre el filme se encuentran BFI Modern Classics: Blade Runner de Scott Bukatman, Blade Runner: York Film Notes de Nick Lacey, Retrofitting Blade Runner: Issues in Ridley Scott’s Blade Runner de la editora Judith B. Kerman, Blade Runner: Cultographies de Matt Hills, The Blade Runner Experience: The Legacy of a Science-Fiction Classic del editor Will Brooker, o Film Architecture: From Metropolis to Blade Runner de Dietrich Neumann. Dos autobiografías de personas que participaron en el rodaje de Blade Runner incluyen amplia información sobre la película: All Those Moments: Stories of Heroes, Villains, Replicants, and Blade Runners, escrita por el actor Rutger Hauer y por Patrick Quinlan, y Blade Runners, Deer Hunters, and Blowing the Bloody Doors Off: My Life in Cult Movies del productor Michael Deeley, coescrita con Matthew Field.

### Novelas y cómics
Tras el estreno de la película y después de que Philip K. Dick rechazara una oferta de 400 000 dólares para escribir una novelización de Blade Runner, ¿Sueñan los androides con ovejas eléctricas? se reimprimió finalmente como producto licenciado, con un cartel del film como portada y el nombre original entre paréntesis debajo del título Blade Runner. Tras la muerte de Dick y varias negociaciones con los herederos, en 1982 se lanzó la novelización de la película bajo el nombre Blade Runner: A Story of the Future, escrita por Les Martin. Además, hay tres novelas oficiales y autorizadas de Blade Runner escritas por un amigo de Philip K. Dick, K. W. Jeter, que continúan la historia de Rick Deckard e intentan resolver las diferencias entre Blade Runner y ¿Sueñan los androides con ovejas eléctricas?  Al presentar la primera de ellas algunas incongruencias con Blade Runner y Blade Runner 2049, incluyendo el regreso de un personaje muerto, J.F. Sebastian, o la modificación de la naturaleza de Pris, son consideradas dentro de la franquicia Blade Runner como parte de un universo expandido no canónico. Se trata de Blade Runner 2: The Edge of Human (1995), Blade Runner 3: Replicant Night (1996) y Blade Runner 4: Eye and Talon (2000).
Archie Goodwin escribió el guion de la adaptación para cómic, A Marvel Comic Super Special: Blade Runner, publicada en septiembre de 1982 como el 22.º número de la serie Marvel Comics Super Special. Fue ilustrada por Al Williamson, Carlos Garzon, Dan Green y Ralph Reese, con la portada de la primera edición dibujada por Jim Steranko. Originalmente se trataba de una adaptación de 45 páginas. Incluye una posible explicación del significado del título en el contexto de la historia: la línea narrativa «Blade Runner. You're always movin' on the edge» (en español, «Blade runner. Siempre te estás moviendo en el filo»), teniendo en cuenta que el término «blade runner» podría traducirse como «corredor en el filo». Crazy Magazine creó en 1982 un cómic en forma de parodia llamado Blade Bummer.
El 4 de octubre de 2018 se anunció el lanzamiento de una nueva serie de cómics titulada Blade Runner 2019 que se ubicaría en el universo de la franquicia como secuela de Blade Runner y dentro del canon. Fue escrita por Michael Green, coguionista de Blade Runner 2049, junto a Mike Johnson, y cuenta con las ilustraciones de Andrés Guinaldo. La serie tiene como protagonista a la blade runner Ash y está conformada por un total de 12 números, publicándose el primero de ellos el 17 de julio de 2019. Para el 20 de noviembre estuvo disponible el primer volumen recopilatorio de los tres que tuvo la colección. Posee una valoración media de 8.8 con base en 20 críticas profesionales en la web Comic Book Roundup.
El 16 de diciembre de 2020 se inició la publicación de Blade Runner 2029, una nueva serie de cómics secuela de la anterior y desarrollada por los mismos autores. Para el 10 de marzo de 2021 se lanzó el primer número de otra nueva serie, Blade Runner Origins, una precuela ubicada en 2009. Está escrita por Mike Johnson, Mellow Brown y Kate Perkins, y se encuentra ilustrada por Fernando Dagnino.

### Videojuegos y juegos de mesa
| Año  | Título                         | Género           | Desarrollador(es)                     | Plataforma(s)                           |
| ---- | ------------------------------ | ---------------- | ------------------------------------- | --------------------------------------- |
| 1985 | Blade Runner                   | Matamarcianos    | Andy Stodart, Ian Foster e Ian Ellery | Commodore 64, ZX Spectrum y Amstrad CPC |
| 1997 | Blade Runner                   | Aventura gráfica | Westwood Studios                      | Microsoft Windows                       |
| 2017 | Blade Runner 9732 (no oficial) | Realidad virtual | Quentin Lengele                       | HTC Vive                                |
| 2018 | Blade Runner: Revelations      | Realidad virtual | Seismic Games y Alcon Media Group     | Google Daydream                         |

Hay tres videojuegos oficiales basados en la película: Blade Runner de 1985, distribuido por CRL Group PLC para Commodore 64, ZX Spectrum y Amstrad CPC, el también homónimo de 1997 como aventura gráfica desarrollada por Westwood Studios para Microsoft Windows, y Blade Runner: Revelations de 2018, un videojuego de realidad virtual de Seismic Games para Google Daydream. Los dos últimos presentan nuevos personajes e historias alternativas basadas en el mundo de Blade Runner junto con algunos caracteres de la película. En el de 1997 aparecen con diálogo varios personajes del filme, con Sean Young, Brion James, James Hong, Joe Turkel y William Sanderson poniendo voz a sus respectivos roles. El jugador asume el papel de Ray McCoy, un blade runner que trabaja al mismo tiempo que Deckard. Fue además una de las primeras aventuras gráficas en utilizar a la vez personajes renderizados en 3D —con tecnología vóxel en lugar de polígonos— y un mundo de juego que progresaba en tiempo real, en contraposición a los que esperan las acciones del jugador. Por su parte, Blade Runner: Revelations se ubica en 2023 y es protagonizado por el blade runner Harper, apareciendo tres personajes del primer filme: Gaff, Dave Holden y Lilith Tyrell, aunque interpretados por otros actores. Además, a finales de 2017 apareció un videojuego de realidad virtual no oficial pero que contó con autorización de Warner Bros., Blade Runner 9732, en el que se puede recorrer el apartamento de Rick Deckard. Un prototipo de juego de mesa también fue creado en California en 1982 con reglas parecidas al Scotland Yard, aunque nunca se llegó a producir a gran escala.

### Documentales

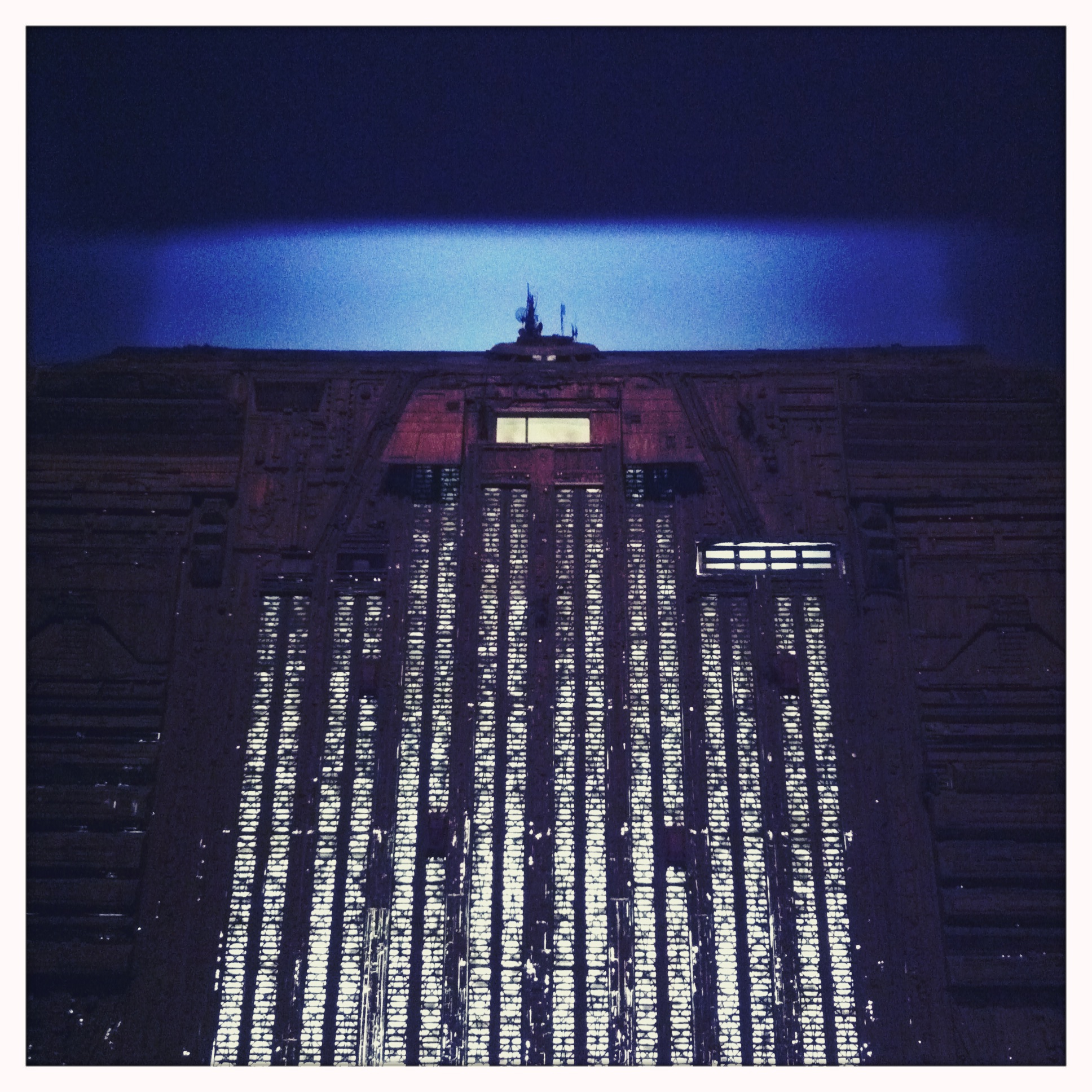
Maqueta usada para las pirámides de Tyrell Corporation y expuesta en el Museum of the Moving Image (Nueva York).

Blade Runner: Convention Reel (1982, 13 min.)
Codirigido por Muffet Kaufman y Jeffrey B. Walker, y rodado en 16 mm, fue filmado en 1981 mientras Blade Runner estaba aún en fase de producción. Se inicia con un saludo de Ridley Scott a las convenciones de ciencia ficción en las que sería proyectado y está formado por segmentos cortos sin narrador que muestran la construcción de los decorados o varias escenas siendo rodadas. Igualmente, presenta entrevistas con Scott, Syd Mead y Douglas Trumbull. Se encuentra incluido en la Five-Disc Ultimate Collector's Edition de Blade Runner junto a otros documentales promocionales.
On the Edge of Blade Runner (2000, 55 min.)
Producido por Nobles Gate Ltd. para Channel 4, está dirigido por Andrew Abbott y escrito por Mark Kermode. Las entrevistas incluyen a Ridley Scott aportando detalles del proceso creativo y los problemas durante la preproducción, o los relatos de Paul M. Sammon, Hampton Fancher y David Peoples dando su visión sobre la idea original de Philip K. Dick y el guion. Se muestran además entrevistas al reparto principal, con las excepciones de Harrison Ford y Sean Young. Hay también un recorrido por localizaciones como el Bradbury Building y la New York Street de Warner Bros. Se habla igualmente de los pases de prueba en posproducción y los cambios realizados tras los mismos (como la adición de la voz en off y el «final feliz», o la supresión de las escenas del hospital), los efectos especiales, la banda sonora de Vangelis, y las dificultades del rodaje. También aparece la cuestión sobre si Deckard es o no un replicante.
Future Shocks (2003, 27 min.)
Se trata de un documental de 2003 para el programa Film 101 de TVOntario. Contiene entrevistas con el productor coejecutivo Bud Yorkin, Syd Mead, o miembros del reparto como Young, Olmos, Walsh, Cassidy y Sanderson, aunque de nuevo sin Harrison Ford. Hay un extenso comentario por parte del autor de ciencia ficción Robert J. Sawyer y varios críticos acerca de los temas, el impacto visual y la influencia del filme. Las versiones de la película son analizadas y se discute cómo de aproximado está a la realidad el futuro mostrado.
Dangerous Days: Making Blade Runner (2007, 213 min.)
Documental dirigido y producido por Charles de Lauzirika con motivo del lanzamiento del Final Cut e incluido en la Five-Disc Ultimate Collector's Edition. Se basa en más de 80 entrevistas, incluyendo amplias conversaciones con todo el casting principal, Ford y Young entre ellos, y con miembros del equipo como Scott, Peoples, Fancher, Mead o Trumbull. También cuenta con el testimonio de cineastas como Frank Darabont o Guillermo del Toro. El documental se presenta en ocho capítulos. Cada uno de los primeros siete cubre una parte del proceso de realización cinematográfico, y el último habla sobre el legado de Blade Runner.
All Our Variant Futures: From Workprint to Final Cut (2007, 29 min.)
Dirigido también por Charles de Lauzirika y producido por Paul Prischman, aparece en la Five-Disc Ultimate Collector's Edition y da una visión general de las múltiples versiones de la película y sus orígenes. Proporciona además detalles del proceso de remasterización, la grabación de nuevo material y las numerosas ediciones realizadas para el Final Cut, todo ello desarrollado a lo largo de siete años. Incluye, entre otros momentos, a Joanna Cassidy volviendo a ser filmada para que el rostro de su doble en la escena de la muerte de Zhora fuese reemplazado digitalmente por el suyo, o a Ben Ford, hijo de Harrison, siendo grabado para insertar los movimientos de su boca en el rostro de su padre durante una de las secuencias.

### Secuela cinematográfica:Blade Runner 2049

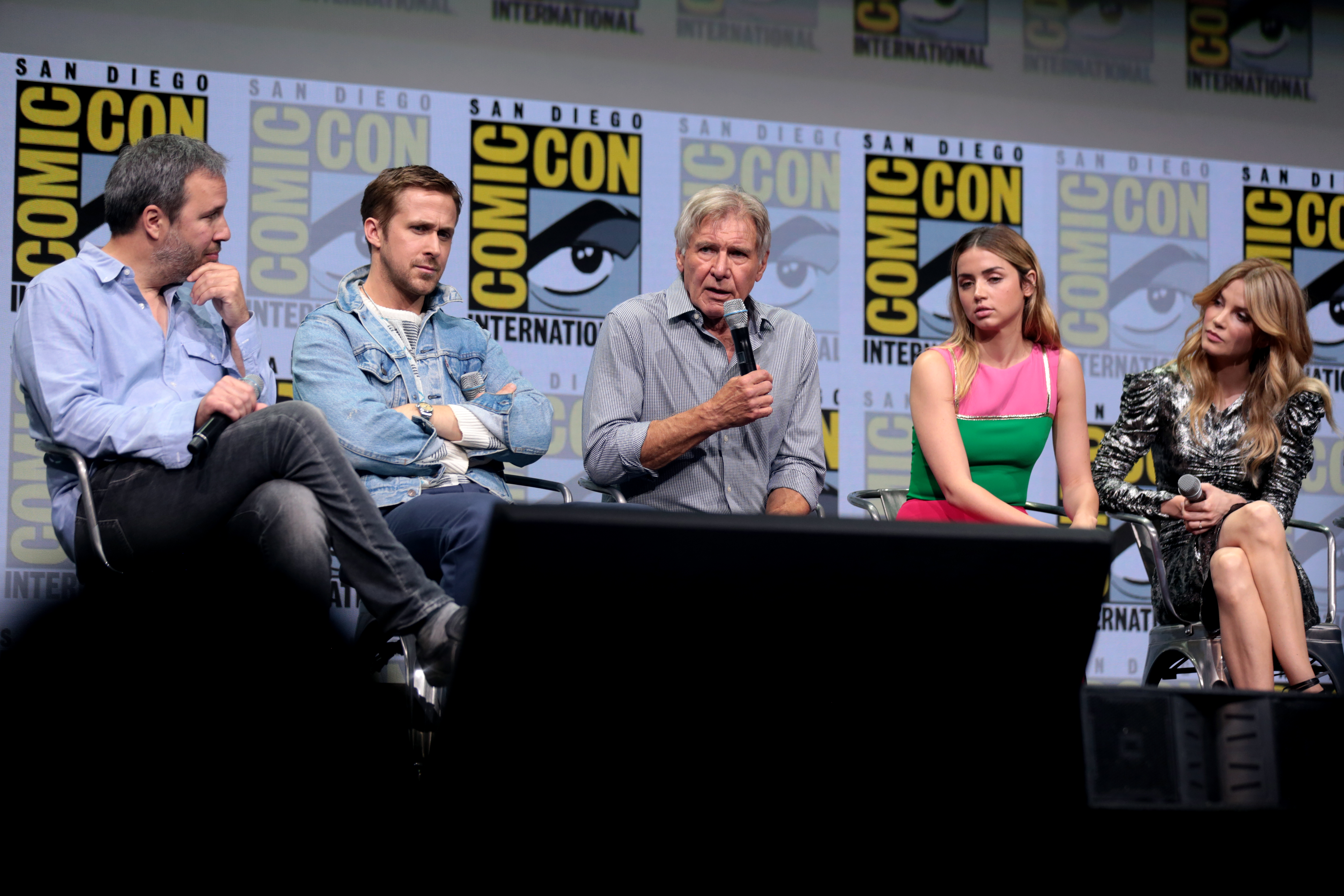
Parte del elenco de Blade Runner 2049 en la presentación del filme en la Comic-Con de San Diego de 2017.

La productora Alcon Entertainment, que había adquirido los derechos de la cinta en marzo de 2011, anunció el 17 de mayo de 2012 que estaba realizando un nuevo largometraje a modo de secuela y que transcurriría varios años después de los sucesos de Blade Runner. Ridley Scott iba a dirigir en principio el filme, que no se centraría en el personaje de Rick Deckard, y negoció con el guionista de la cinta de 1982, Hampton Fancher, para que desarrollara el argumento de la secuela. Michael Green también trabajaría en el guion a partir de la historia escrita por Fancher. El 25 de noviembre de 2014, Scott anunció que no dirigiría la secuela, señalando que solo sería el productor ejecutivo y confirmando a Harrison Ford en el reparto. El 17 de abril de 2015 se informó que Ryan Gosling protagonizaría el filme junto a Ford, dirigiendo finalmente la película el canadiense Denis Villeneuve. Aunque el 18 de febrero de 2016 Alcon Entertainment anunció la fecha de estreno para el 12 de enero de 2018, el 20 de abril de 2016 Warner informó de su adelanto para el 6 de octubre de 2017, tres meses antes de lo que estaba programada. El 6 de octubre de 2016, justo a un año del estreno, se develó el título oficial, Blade Runner 2049, y el 19 de diciembre se hizo público el primer teaser trailer de la película.
La secuela ocurre en una distópica California del año 2049 y en ella un Nexus-9 blade runner, K, halla los restos de una replicante que estuvo embarazada, algo que se pensaba que era teóricamente imposible. K deberá entonces encontrar a su hijo y destruir toda evidencia relacionada con él para evitar una guerra, llegando a descubrir que este está vinculado al desaparecido Deckard. A pesar de haber sido creado para obedecer las órdenes de sus superiores, empezará a incumplirlas cuando recaba indicios, como el caballo de madera de uno de sus recuerdos, que lo llevan a deducir que él mismo podría ser ese niño. Con la ayuda de su secretaria Nexus-9, Luv, el magnate Niander Wallace —CEO de Wallace Corporation— robará los restos óseos y tratará igualmente de localizar al hijo y a Deckard con el fin de hallar el secreto que se esconde tras la reproducción replicante.

### Otras secuelas y medios relacionados
David Peoples ha dicho que en su guion de Soldier (1998) intentó crear una «secuela indirecta» de Blade Runner y que ambas películas tienen lugar en el mismo universo. En la película aparece un Spinner de Blade Runner como parte de la escenografía, y en el registro de servicio del sargento Todd 3465, donde se muestra las batallas en las que ha participado, figuran la de la Puerta de Tannhäuser y la del Hombro de Orión, las cuales también lleva tatuadas en el brazo. Ambos lugares son mencionados en el monólogo final de Blade Runner. Sin embargo, Soldier es una secuela no oficial, ya que nunca ha sido formalmente aprobada por la sociedad que posee los derechos de Blade Runner.
La serie de televisión Total Recall 2070 fue inicialmente pensada como un spin-off de Total Recall, película basada también en un relato de Philip K. Dick, Podemos recordarlo por usted al por mayor, pero finalmente se desarrolló como un híbrido entre esta y Blade Runner. Numerosas similitudes con el filme de Scott fueron reseñadas, así como con Las bóvedas de acero de Isaac Asimov y la serie Holmes & Yoyo.
Varias conexiones entre las franquicias Blade Runner y Alien han sido comentadas. Además de que ambas sagas tienen alguna frase y planos similares en común, en Blade Runner la pantalla del Spinner de Gaff muestra imágenes con la inscripción «Purge» y una especie de escotilla que ya habían sido usadas en Alien (1979), igualmente dirigida por Ridley Scott. También, en los extras del DVD de Alien en su edición de 1999, se indica que el capitán Arthur Dallas (Tom Skerritt) trabajó como freelance para la Tyrell Corporation de Blade Runner. De igual forma, un bonus del Blu-ray de Prometheus (2012) señala que el personaje de Eldon Tyrell, CEO de Tyrell Corporation en Blade Runner, fue el mentor de Peter Weyland (Guy Pearce), fundador de la Weyland Corporation en la saga Alien.
En noviembre de 2021, en una entrevista para BBC (vía Indie Wire), Ridley Scott desveló que Blade Runner pasaría a la televisión con una serie en acción real. «Ya hemos escrito el piloto y la biblia para Blade Runner. (...) Vamos a presentar Blade Runner como una serie de 10 horas», aseguró el director refiriéndose al proyecto. En febrero de 2022, se confirmó que la serie Blade Runner 2099 estaba en desarrollo por parte de Amazon. En marzo de 2023, The Hollywood Reporter adelantaba que Prime Video preparaba la serie con el realizador Jeremy Podeswa.

## Diferencias con la novela y reacción de Dick

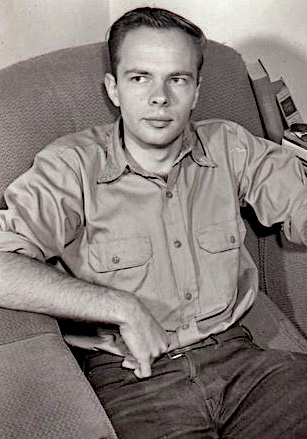
Philip K. Dick, autor de ¿Sueñan los androides con ovejas eléctricas?

El guion original de Hampton Fancher estaba basado libremente en la novela corta ¿Sueñan los androides con ovejas eléctricas? de Philip K. Dick. Sin embargo, el guion de Fancher se enfocaba más en los problemas medioambientales y menos sobre cuestiones de humanidad y religión, que era la parte central de la novela. Cuando Ridley Scott se unió a la película, quiso realizar numerosos cambios al guion ya escrito y, finalmente, contrató a David Webb Peoples para realizar las modificaciones después de que Fancher se negase.
Como resultado de las diferencias del guion de Fancher con la novela, las numerosas reescrituras antes y durante el rodaje y que Ridley Scott no había leído completamente la obra de Dick, la película se apartaba perceptiblemente de su inspiración original. Los cambios han impulsado a muchos críticos y seguidores a considerar ambos como trabajos independientes, a pesar de que la novela fue reimpresa en 1982 con el título de Blade Runner y debajo el nombre original entre paréntesis, obedeciendo a razones de marketing debido a la popularidad de la película. Algunos de los temas de la novela se redujeron al mínimo o se eliminaron completamente, incluyendo la fertilidad/esterilidad de la población, la religión, los medios de comunicación, las mascotas reales y sintéticas, o las emociones.
En un primer momento, Philip K. Dick criticó los primeros borradores de Fancher en un artículo de Select TV Guide de Los Ángeles. Sin embargo, tras ver por las noticias de KNBC-TV varios fragmentos de los efectos especiales de Douglas Trumbull, leer la versión del guion de febrero de 1981 —a la que calificó de «salto cuántico hacia arriba»— y ver el rodaje de una persecución de Ford a través del programa Hooray for Hollywood en KABC-TV, empezó a mostrarse entusiasmado, a pesar de que la trama difería significativamente de la de su libro y de su escepticismo sobre Hollywood.

«¡No podía creer lo que estaba leyendo! Fue simplemente sensacional: aún era el guion de Hampton Fancher, pero milagrosamente transfigurado, por así decirlo. Todo había sido simplemente rejuvenecido de una manera muy fundamental [...] Me sorprendió que Peoples pudiera hacer que algunas de esas escenas funcionaran. Me enseñó cosas sobre escritura que no sabía [...] Lees el guion y luego vas a la novela, y es como si fueran dos mitades de una meta-obra, un meta-artefacto. Es simplemente emocionante. Como dijo mi agente, Russell Galen: "Cuando una adaptación cinematográfica de Hollywood sobre un libro funciona, siempre es un milagro". Porque en realidad sencillamente no puede suceder. Sucedió con The Man Who Fell to Earth y ha ocurrido con Blade Runner, estoy seguro ahora».
—Philip K. Dick, en septiembre de 1981, tras leer el guion de rodaje firmado por Fancher y Peoples

Aunque no llegó a ver la película de forma íntegra, en diciembre de 1981, poco antes de su muerte, Dick fue invitado por los productores al estudio donde estaba siendo editada. Allí mantuvo un encuentro con Scott y pudo visualizar 20 minutos de escenas de Blade Runner. Dick se mostró cautivado por ellas y pidió que volvieran a proyectárselas, manifestando además que habían capturado la textura y el tono de las imágenes que él había imaginado. El escritor falleció en marzo de 1982, unos tres meses antes del estreno del filme. En los créditos finales de Blade Runner aparece una dedicatoria de la misma a Philip K. Dick.

## Monólogo final de Roy Batty

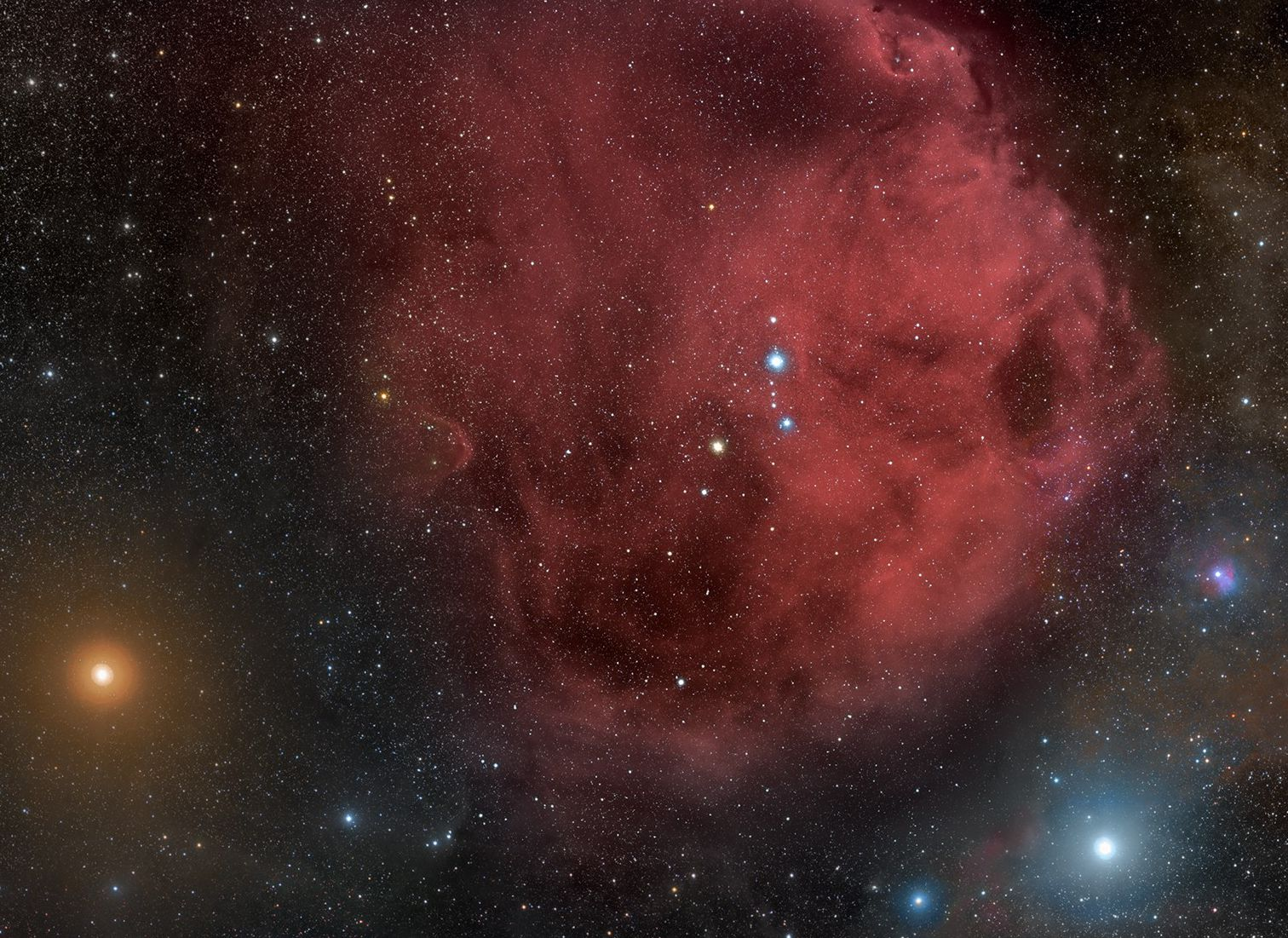
Asterismo conocido como los hombros de Orión. A la izquierda, la estrella Betelgeuse, y en la parte inferior derecha, Bellatrix.

El monólogo que pronuncia el replicante Roy Batty antes de morir ha sido considerablemente influyente en el mundo de la ciencia ficción. También aparece como parte de «Tears in Rain», última pista de la banda sonora oficial de la película.

Original

I've seen things you people wouldn't believe. Attack ships on fire off the shoulder of Orion. I watched C-beams glitter in the dark near the Tannhäuser Gate. All those moments will be lost in time, like tears in rain. Time to die.

Traducción literal

Yo he visto cosas que vosotros no creeríais. Naves de ataque en llamas más allá del hombro de Orión. He visto rayos-C brillar en la oscuridad cerca de la Puerta de Tannhäuser. Todos esos momentos se perderán en el tiempo, como lágrimas en la lluvia. Hora de morir.

Doblaje en España

Yo he visto cosas que vosotros no creeríais. Atacar naves en llamas más allá de Orión. He visto rayos-C brillar en la oscuridad cerca de la Puerta de Tannhäuser. Todos esos momentos se perderán en el tiempo, como lágrimas en la lluvia. Es hora de morir.

Doblaje original para Hispanoamérica

He hecho cosas que ustedes las personas no podrían ni imaginar. Ataqué naves con fuego en las colonias interplanetarias. He visto estrellas brillar en la noche con mil colores. Todos esos momentos se perderán en el tiempo, igual que el llanto en la lluvia. Es tiempo de morir.

Redoblaje para Hispanoamérica en 2003

He visto cosas que ustedes nunca hubieran podido imaginar. Naves de combate en llamas en el hombro de Orión. He visto relámpagos resplandeciendo en la oscuridad cerca de la entrada de Tannhäuser. Todos esos momentos se perderán en el tiempo, igual que lágrimas en la lluvia. Llegó la hora de morir.

Aunque las versiones iniciales del monólogo fueron escritas por David Webb Peoples, la forma final en la que aparece en la película contó además con la aportación del actor Rutger Hauer, quien la noche antes de rodar eliminó algunas líneas del guion original y agregó «will be lost in time, like tears in rain», pues las del guion le parecían demasiado extensas para ese momento. Otras versiones alternativas del soliloquio fueron rodadas, aunque esta fue la que se mantuvo en el montaje finalmente estrenado.